# Khổ qua
Khổ qua hay mướp đắng (danh pháp hai phần: Momordica charantia) với nhiều tên gọi được liệt kê bên dưới, là một loài thực vật thân thảo nhiệt đới và cận nhiệt đới thuộc họ Cucurbitaceae, được trồng rộng rãi ở châu Á, châu Phi và vùng Caribe để trồng lấy quả ăn được. Nhiều giống của loài này khác nhau đáng kể về hình dạng và vị đắng của quả.
Khổ qua có nguồn gốc từ châu Phi, tại đây quả là lương thực chính trong mùa khô của người Kung săn bắn hái lượm. Các giống cây hoang dã hoặc bán thuần hóa lan rộng khắp châu Á vào thời tiền sử và có khả năng được thuần hóa hoàn toàn ở Đông Nam Á. Quả được sử dụng rộng rãi trong các món ăn tại Đông Á, Nam Á và Đông Nam Á.

## Mô tả
Là loài cây thân thảo, có tua cuốn phát triển đến 5 m (16 ft) chiều dài. Cây có lá mọc xen kẽ, lá đơn có chiều ngang 4–12 cm (1,6–4,7 in), có 3 đến 7 thùy phân cách sâu. Mỗi cây trổ hoa đực và hoa cái vàng riêng biệt. Ở Bắc bán cầu thì thường sẽ ra hoa từ tháng 6 đến tháng 7 và đậu quả từ tháng 9 đến tháng 11. Khổ qua là thực vật hàng năm chịu sương giá ở vùng ôn đới và là thực vật lâu năm ở vùng nhiệt đới. Cây phát triển tốt nhất ở vùng USDA từ 9 đến 11.
Quả có bề ngoài sần sùi rõ rệt và hình thuôn dài. Mặt cắt ngang rỗng, với lớp thịt tương đối mỏng bao quanh một khoang hạt trung tâm chứa đầy hạt phẳng lớn và lõi. Quả thường được ăn khi còn xanh, hoặc khi bắt đầu chuyển sang màu vàng. Ở giai đoạn này, thịt quả giòn và nhiều nước, tương tự như dưa chuột, su su, ớt chuông xanh, nhưng vị đắng. Vỏ mềm và ăn được. Hạt và cùi có màu trắng ở quả chưa chín; chúng không quá đắng và có thể được loại bỏ trước khi nấu.
Một số nguồn cho rằng thịt (vỏ) trở nên cứng hơn và đắng hơn theo thời gian, nhưng các nguồn khác cho rằng ít nhất đối với giống thường của Trung Quốc, vỏ không thay đổi và vị đắng giảm dần theo tuổi. Giống cây Trung Quốc được thu hoạch tốt nhất khi có màu xanh nhạt, có thể hơi ngả vàng hoặc ngay trước đó. Phần lõi trở nên ngọt và có màu đỏ đậm; có thể ăn sống được và là thành phần phổ biến trong một số món trộn ở Đông Nam Á.
Khi quả chín hoàn toàn sẽ chuyển sang màu cam và mềm, tách thành từng múi cuộn tròn lại để lộ hạt được lớp cùi đỏ sáng bao phủ.

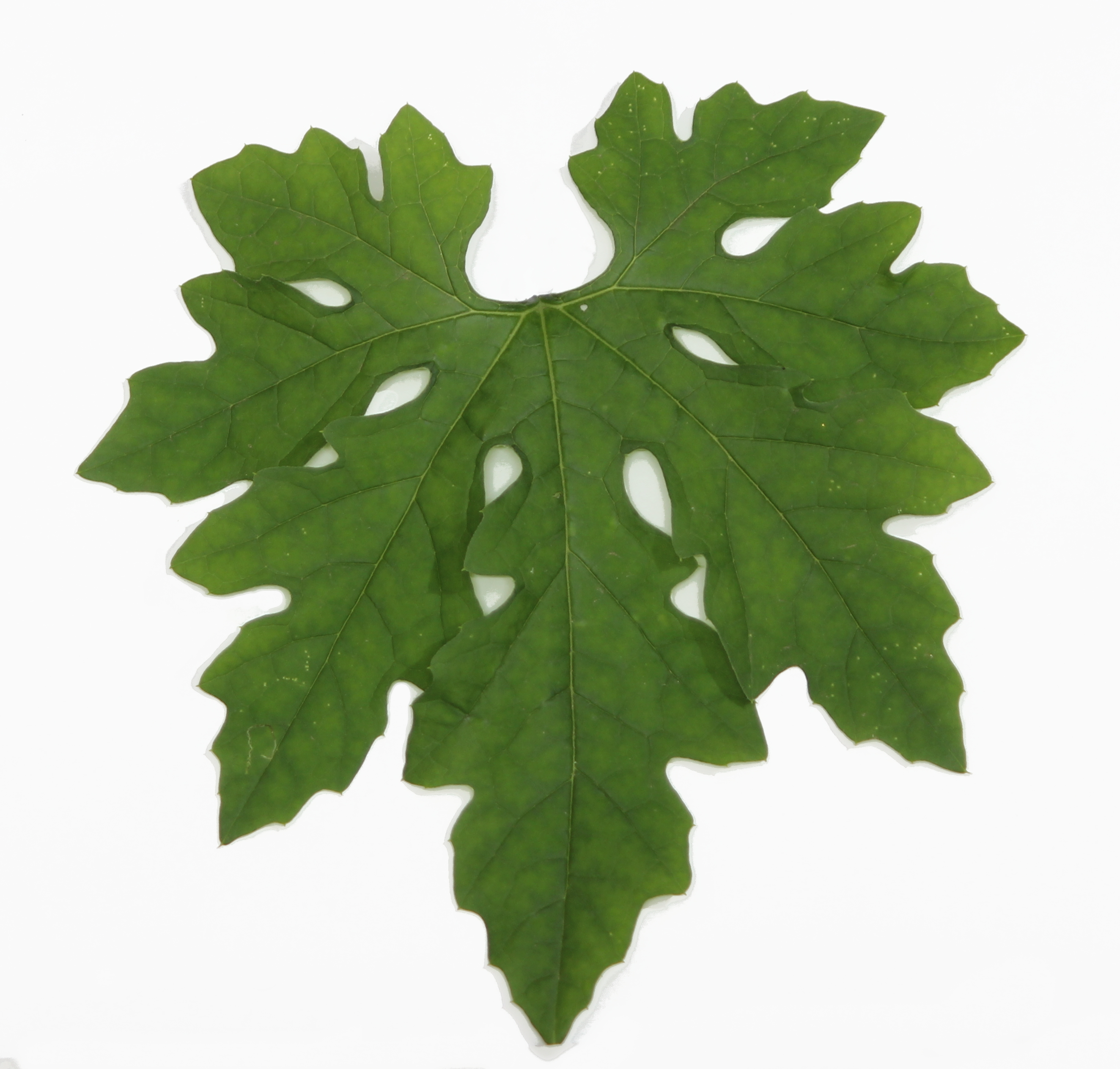
Lá
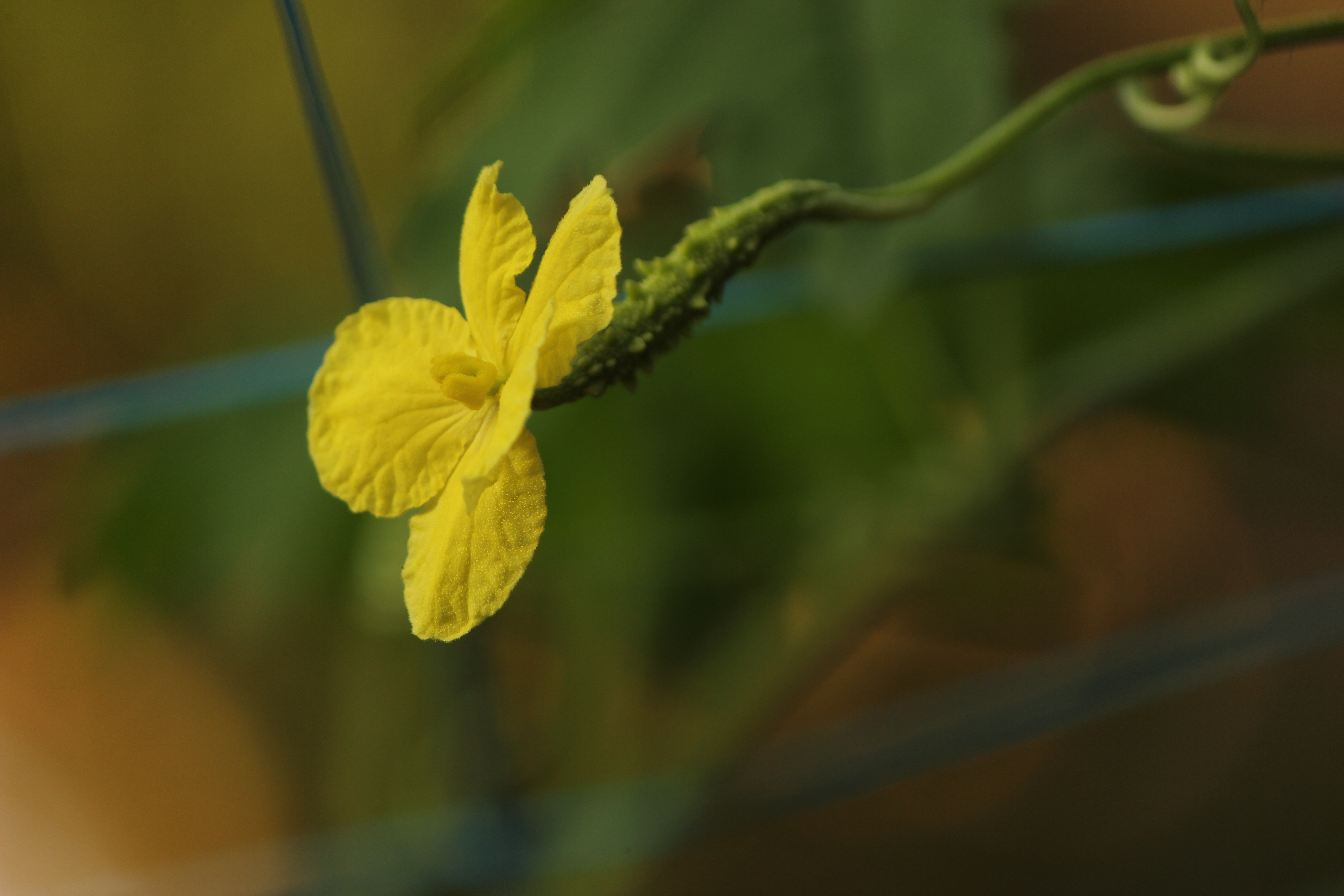
Hoa cái
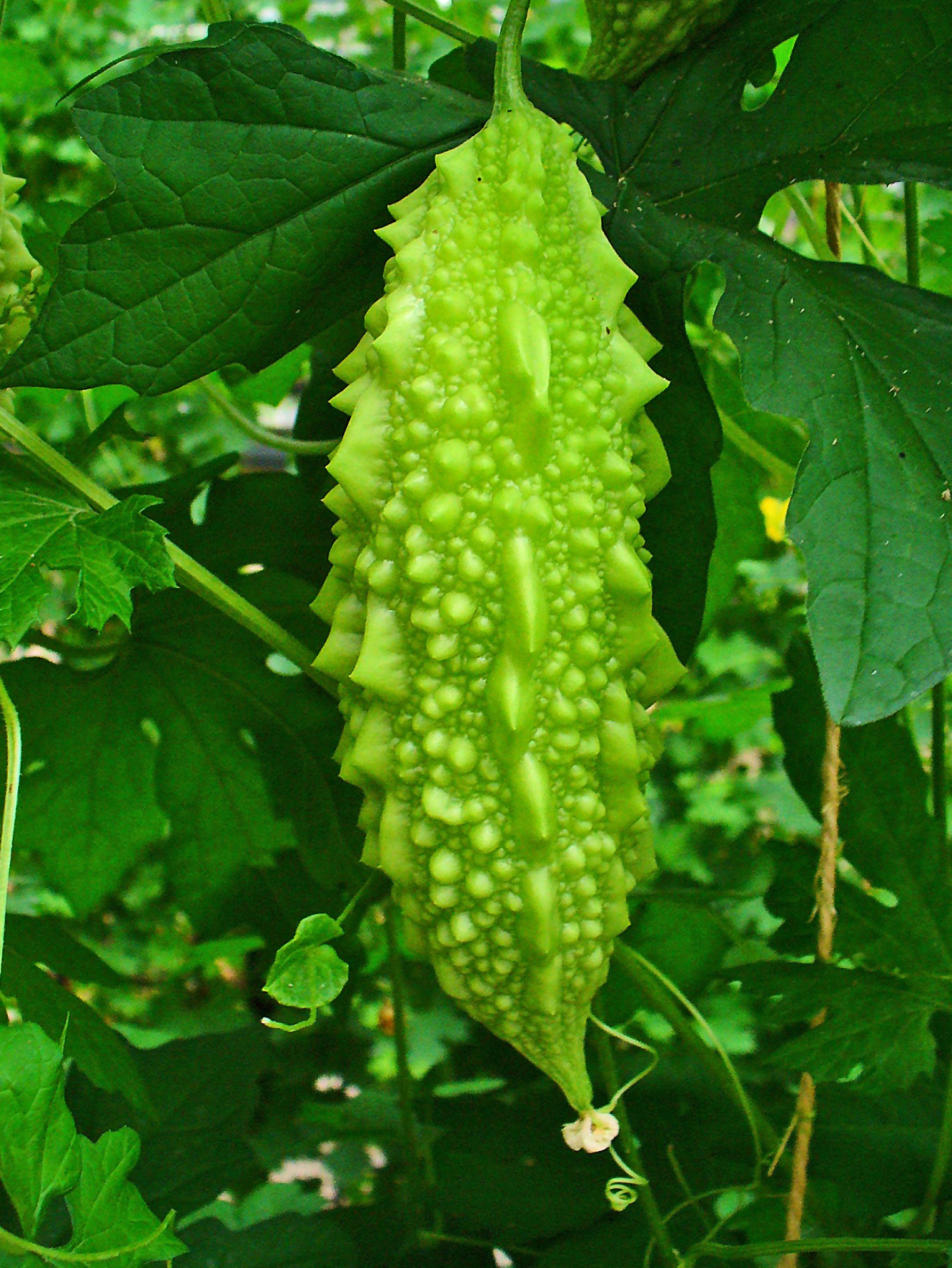
Quả phát triển
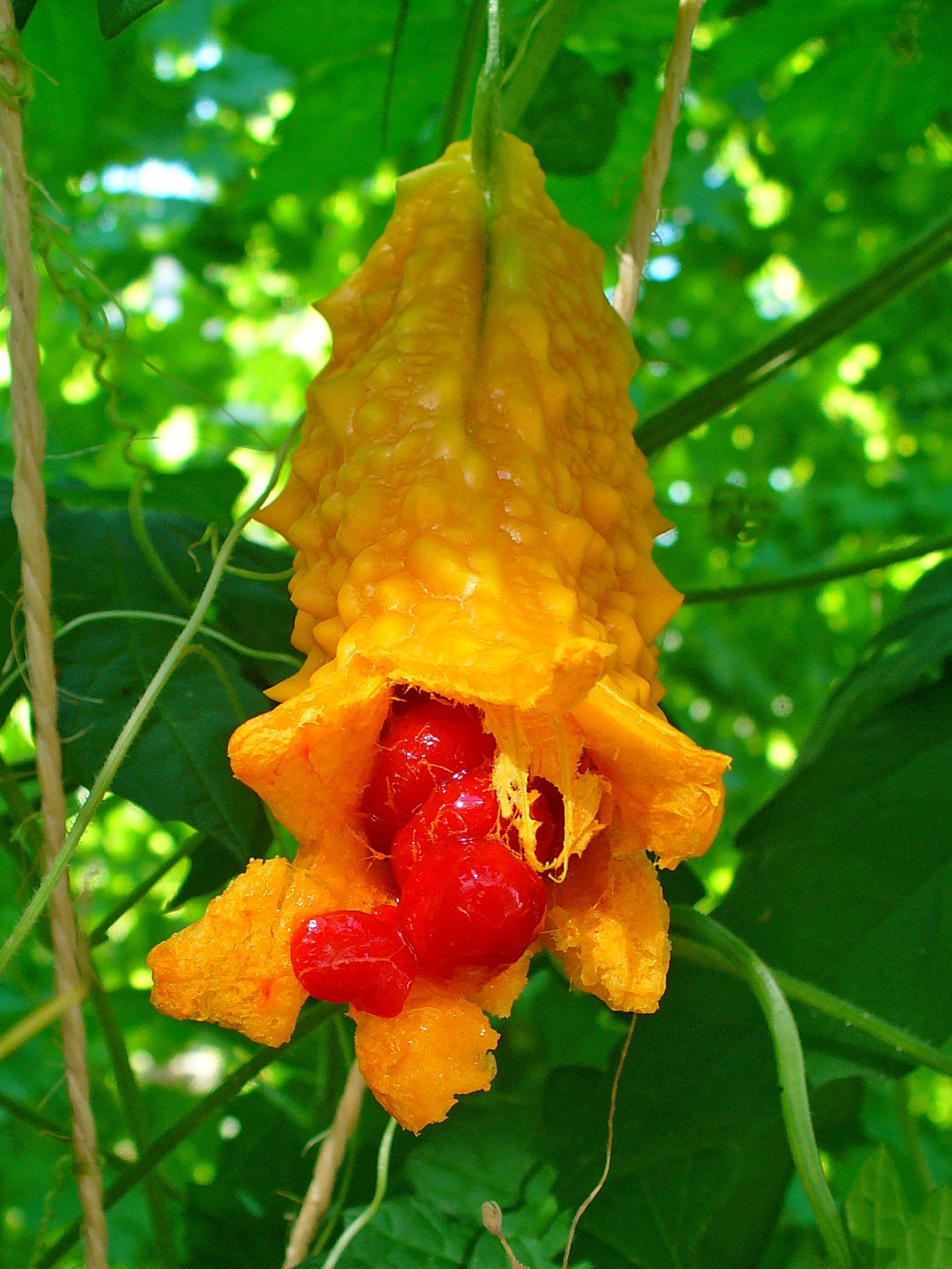
Quả chín
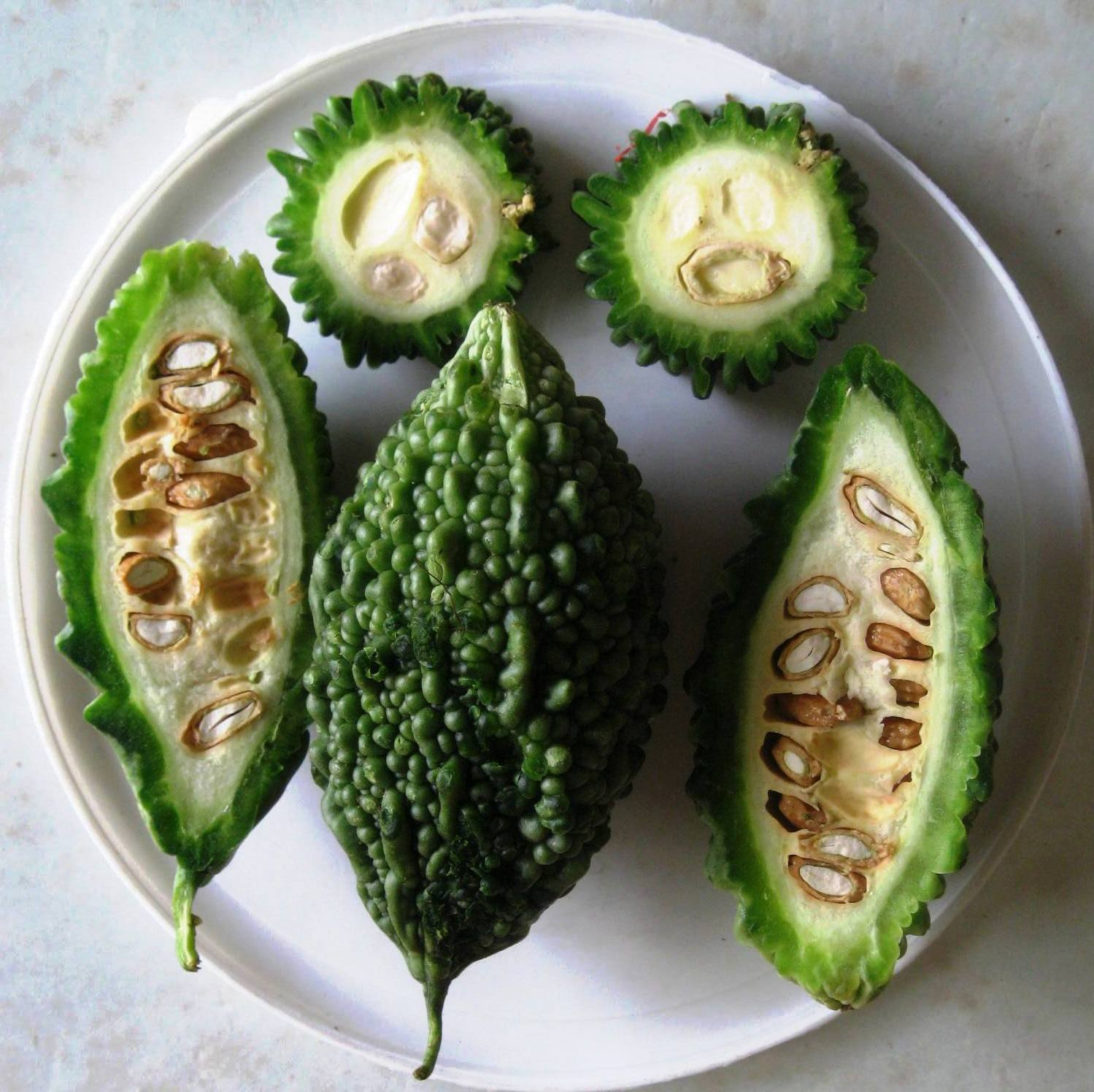
Hai nửa và hai mặt cắt ngang
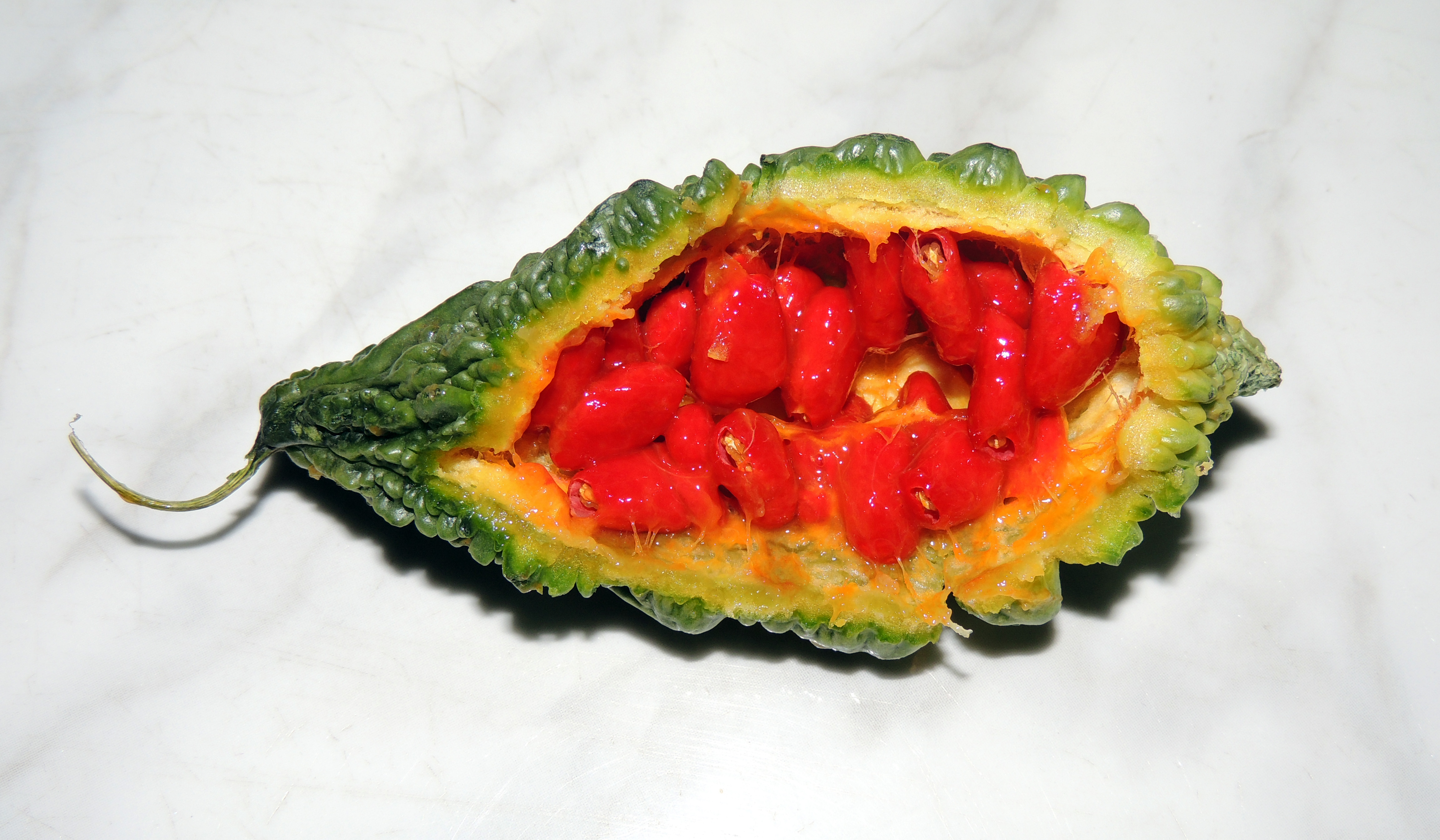
Bên trong
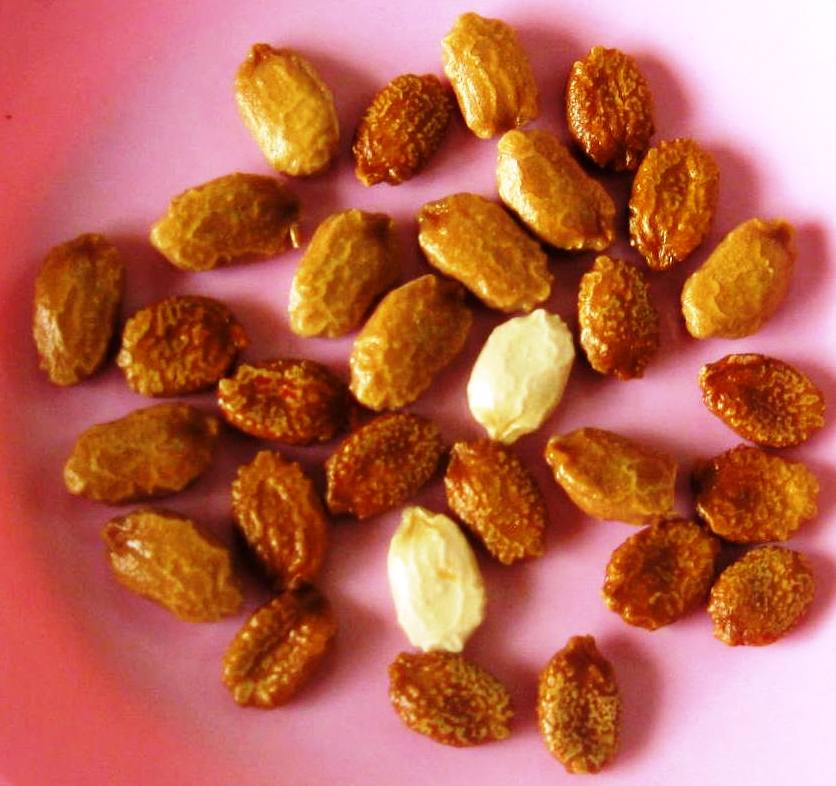
Hạt

## Tên khác
Khổ qua có nhiều tên tương ứng với các ngôn ngữ khác nhau, đôi khi được nhập vào tiếng Anh dưới dạng từ mượn. Sau đây là một số tên:
| Ngôn ngữ            | Chữ Latinh                                                     | Chữ bản ngữ    |
| ------------------- | -------------------------------------------------------------- | -------------- |
| Ả Rập               | alhanzil                                                       | الحنظل         |
| Urdu                | karelā                                                         | کریلا          |
| Sindh               | Karelo                                                         | ڪريلو          |
| Hindi               | karelā                                                         | करेला            |
| Gujarat             | kārelũ                                                         | કારેલું            |
| Punjab              | karelā                                                         | کریلا / ਕਰੇਲਾ    |
| Nepal               | karelo                                                         | करेलो            |
| Kashmir             | karel                                                          | کَریلَا / करेल    |
| Marathi             | kārlī                                                          | कारली            |
| Konkan (Goa)        | kārāte                                                         | कारांतें            |
| Assam               | kerela                                                         | কেৰেলা            |
| Bengal              | kôrôla / uchchhe                                               | করলা / উচ্ছে      |
| Malayalam           | pāvaykka / kaippaykka                                          | പാവയ്ക്ക / കൈപ്പയ്ക്ക |
| Odia                | kalarā                                                         | କଲରା            |
| Sinhala (Sri Lanka) | karavila                                                       | කරවිල           |
| Dhivehi (Maldives)  | Faaga                                                          | ފާގަ             |
| Creole Haiti        | asosi                                                          |                |
| Creole Seychelles   | margoz                                                         |                |
| Telugu              | kākara                                                         | కాకర            |
| Kannada             | hāgalakāyi                                                     | ಹಾಗಲಕಾಯಿ          |
| Tamil               | pāgarkāy or pāvakāy                                            | பாகற்காய்          |
| Quan thoại          | kǔguā                                                          | 苦瓜           |
| Quảng Châu          | fu2gwaa1                                                       | 涼瓜           |
| Phúc Kiến Đài Loan  | khóo-kue                                                       | 苦瓜           |
| Triều Tiên          | yeoju                                                          | 여주           |
| Nhật                | nigauri, gōya                                                  | 苦瓜, ゴーヤ   |
| Okinawa             | gōyā                                                           | ゴーヤー       |
| Tagalog             | ampalaya                                                       |                |
| Cebuano             | paliya                                                         |                |
| Indonesia           | peria or pare                                                  |                |
| Mã Lai              | peria                                                          |                |
| Sranan Tongo        | sopropo                                                        |                |
| tiếng Việt          | mướp đắng (phương ngữ miền Bắc), khổ qua (phương ngữ miền Nam) |                |
| Pháp                | melon amer                                                     |                |
| Tây Ban Nha         | melón amargo                                                   |                |
| Đức                 | Bittermelone                                                   |                |
| Hy Lạp              | pikró pepóni                                                   | πικρό πεπόνι   |
| Thái                | mara (dạng tiếng Hoa), mara kheenok (dạng tiếng Ấn)            | มะระ, มะระขี้นก  |
| Miến Điện           | kyethinga                                                      | ကြက်ဟင်းခါး          |
| Khmer               | m'reah                                                         | ម្រះ             |
| Santal              | Haṛhat́ karla                                                   | ᱦᱟᱲᱦᱟᱫ ᱠᱟᱨᱞᱟ   |
| Bồ Đào Nha - Brasil | Melão de São Caetano                                           |                |
| Ilocano             | parya                                                          |                |
| Thụy Điển           | bittergurka                                                    |                |
| Na Uy               | balsamagurk                                                    |                |
| Siswati             | inkaka                                                         |                |
| Ho                  | Karla                                                          | 𑢬𑣁𑣜𑣚𑣁          |

### Giống trồng trọt
Khổ qua có nhiều hình dạng và kích cỡ khác nhau. Giống phổ biến ở Trung Quốc dài 20–30 cm (7,9–11,8 in), thuôn dài với đầu thuôn nhọn và có màu xanh lục nhạt, với bề mặt sần sùi, gợn sóng nhẹ. Khổ qua đặc thù của Ấn Độ có hình dạng hẹp hơn với đầu nhọn và bề mặt được các đường gờ và "răng" hình tam giác lởm chởm bao phủ. Cây có màu xanh lục đến trắng. Giữa hai dạng cực điểm này là vô số dạng trung gian. Một số quả rất nhỏ chỉ dài 6–10 cm (2,4–3,9 in), có thể nấu riêng lẻ như rau nhồi. Những loại quả mini này rất phổ biến ở Bangladesh, Ấn Độ, Pakistan, Nepal và các quốc gia khác ở Nam Á. Dạng biến thể tiểu lục địa phổ biến nhất ở Bangladesh và Ấn Độ.

### Sâu bệnh
M. charantia là một trong những vật chủ chính của Bactrocera tau, một loại ruồi ưa thích họ Bầu bí.

## Ẩm thực

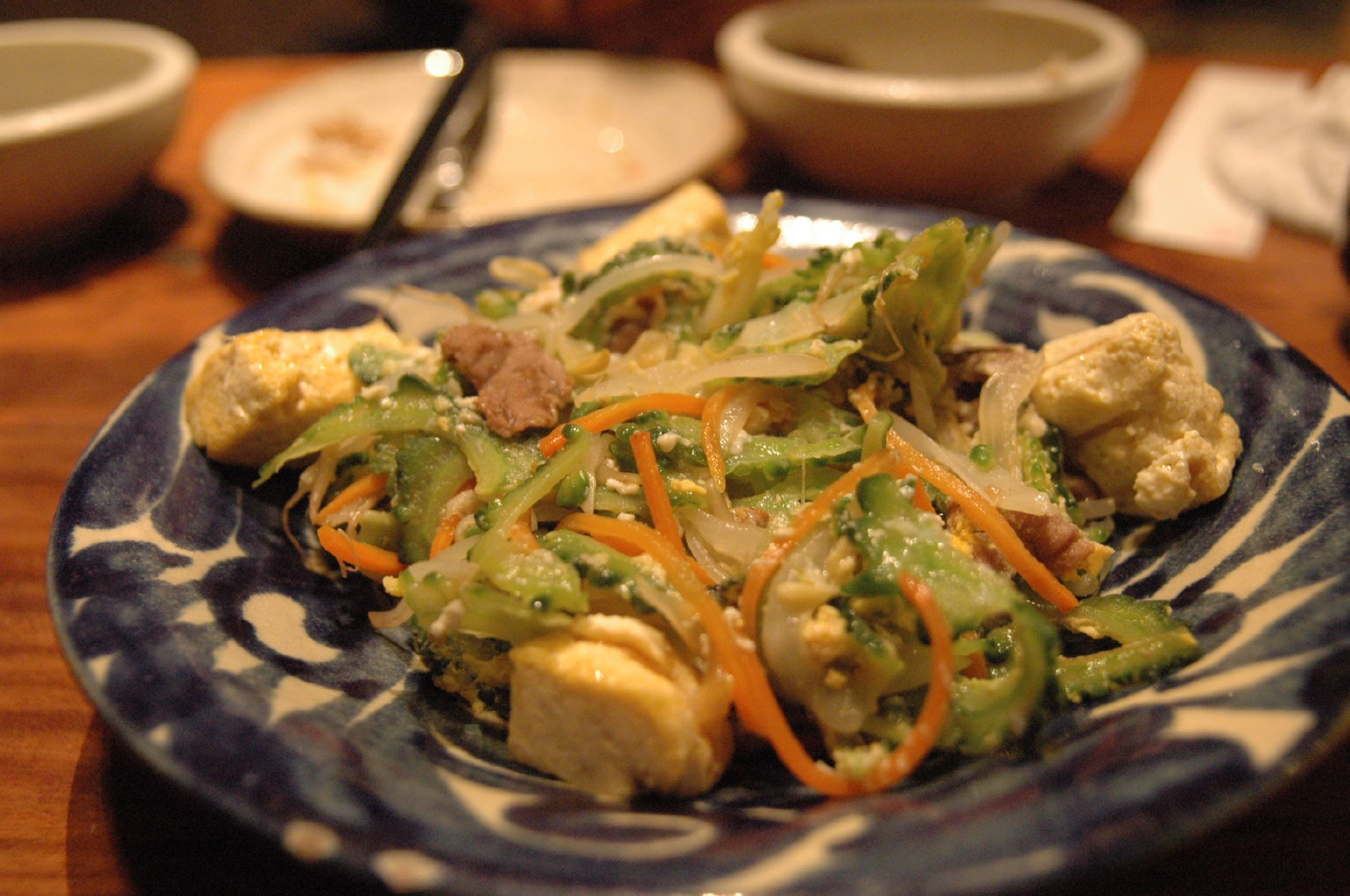
Món chanpurū

Khổ qua thường được nấu chín ở giai đoạn còn xanh hoặc chớm vàng. Cành và lá non của khổ qua cũng có thể ăn được như rau xanh. Quả tươi rất đắng và có thể ngâm trong nước lạnh rồi để ráo nước để loại bỏ một số hương vị nồng.
Trong ẩm thực Trung Quốc, khổ qua (苦瓜, bính âm: kǔguā; Bạch thoại tự: khó͘-koe) được đánh giá cao nhờ vị đắng, thường có trong các món xào (thường với thịt lợn và douchi), súp, điểm tâm và trà thảo mộc (trà gohyah). Quả cũng đã được dùng thay cho hoa bia như một thành phần tạo vị đắng trong một số loại bia ở Trung Quốc và Okinawa.
Khổ qua thường được ăn trên khắp Ấn Độ. Trong ẩm thực Bắc Ấn Độ, quả thường được ăn kèm với sữa chua để bù lại vị đắng, được dùng trong món cà ri như sabzi, hoặc nhồi với gia vị rồi nấu trong dầu.
Trong ẩm thực Nam Ấn Độ, khổ qua xuất hiện trong nhiều món ăn như thoran/thuvaran (trộn với dừa nạo), pavaikka mezhukkupuratti (xào với gia vị), theeyal (nấu với dừa nướng) và pachadi (được xem là một loại thực phẩm chữa trị cho bệnh nhân tiểu đường), khiến chúng trở nên quan trọng trong chế độ ăn của người Malayali. Các công thức nấu ăn phổ biến khác gồm có chế biến với cà ri, chiên giòn với đậu phộng hoặc các loại hạt xay khác. Kakara kaya pulusu trong tiếng Telugu, một món súp với hành chấy và gia vị khác. Ở Karnataka, khổ qua được gọi là hāgalakāyi ( ಹಾಗಲಕಾಯಿ) trong tiếng Kannada. Ở Tamil Nadu, quả được gọi là paagarkaai hoặc pavakai (பாகற்காய்) trong tiếng Tamil. Ở những vùng này, một chế phẩm đặc biệt được gọi là pagarkai pitla, một loại koottu chua khá phổ biến. Món cà ri kattu pagarkkai quen thuộc, với khổ qua nhồi cùng hành tây, đậu lăng nấu chín và hỗn hợp dừa nạo, sau đó buộc bằng chỉ và chiên trong dầu. Ở vùng Konkan của Maharashtra, muối được thêm vào khổ qua thái nhỏ, được gọi là karle (कारले) trong tiếng Marathi, rồi tiến hành vắt ép, loại bỏ phần nước cốt đắng. Sau khi chiên cùng gia vị các loại, món ăn ít đắng và giòn hơn được ăn kèm với dừa nạo. Khổ qua được gọi là karate (tiếng Konkan: कारांतें ) ở Goa; quả được đánh giá cao vì lợi ích sức khỏe và được sử dụng rộng rãi trong ẩm thực Goa. Ở Bengal, khổ qua thường được chế biến đơn giản là luộc và nghiền với muối, dầu mù tạt, thái lát mỏng và chiên giòn, thêm vào đậu lăng để làm "tetor" dal (đậu lăng đắng), và là thành phần chính của Shukto, món rau trộn của người Bengal, là hỗn hợp một số loại rau như chuối tươi, cọng chùm ngây, đậu đũa và khoai lang.
Ở miền bắc Ấn Độ và Nepal, khổ qua, được gọi là tite karela (तीते करेला) trong tiếng Nepal, được chế biến ở dạng dưa chua tươi. Để làm món này, quả được cắt thành khối hoặc lát, xào với dầu và rắc một ít nước. Khi mềm và rã đi thì sẽ nghiền khổ qua trong cối với vài nhánh tỏi, muối và ớt đỏ hoặc xanh. Món cũng được ăn áp chảo để có màu nâu vàng, nhồi, hoặc làm món cà ri riêng hoặc với khoai tây.
Trong ẩm thực Miến Điện, khổ qua được xào với tỏi, cà chua, gia vị, tôm khô và dùng kèm với món khác. Một món ăn như vậy thường có sẵn tại gánh hàng rong trên đường phố và quầy bán đồ ăn nhanh trên khắp đất nước.
Trong tiếng Sinhala: කරවිල khổ qua có tên là karavila tại Sri Lanka, là thành phần trong nhiều món cà ri khác nhau (ví dụ: cà ri karawila và karawila sambol), chủ yếu ăn kèm cơm trong bữa chính. Đôi khi thêm vào vài miếng dừa nạo lớn, cách ăn này phổ biến hơn ở nông thôn. Nước ép karawila đôi khi cũng được uống kèm.
Ở Pakistan, khổ qua được gọi là karela ( کریلا ) ở các khu vực nói tiếng Urdu. Ở Bangladesh, khổ qua được gọi là korola (করলা|করলা) trong tiếng Bengal. Quả thường được nấu với hành tây, bột ớt đỏ, bột nghệ, muối, bột rau mùi và một nhúm hạt thì là. Một món ăn khác ở Pakistan thường luộc khổ qua nguyên quả chưa gọt vỏ rồi nhồi với thịt bò băm đã nấu chín, ăn kèm với bánh mì tandoori nóng, naan, chappati hoặc với khichri (hỗn hợp đậu lăng và cơm).

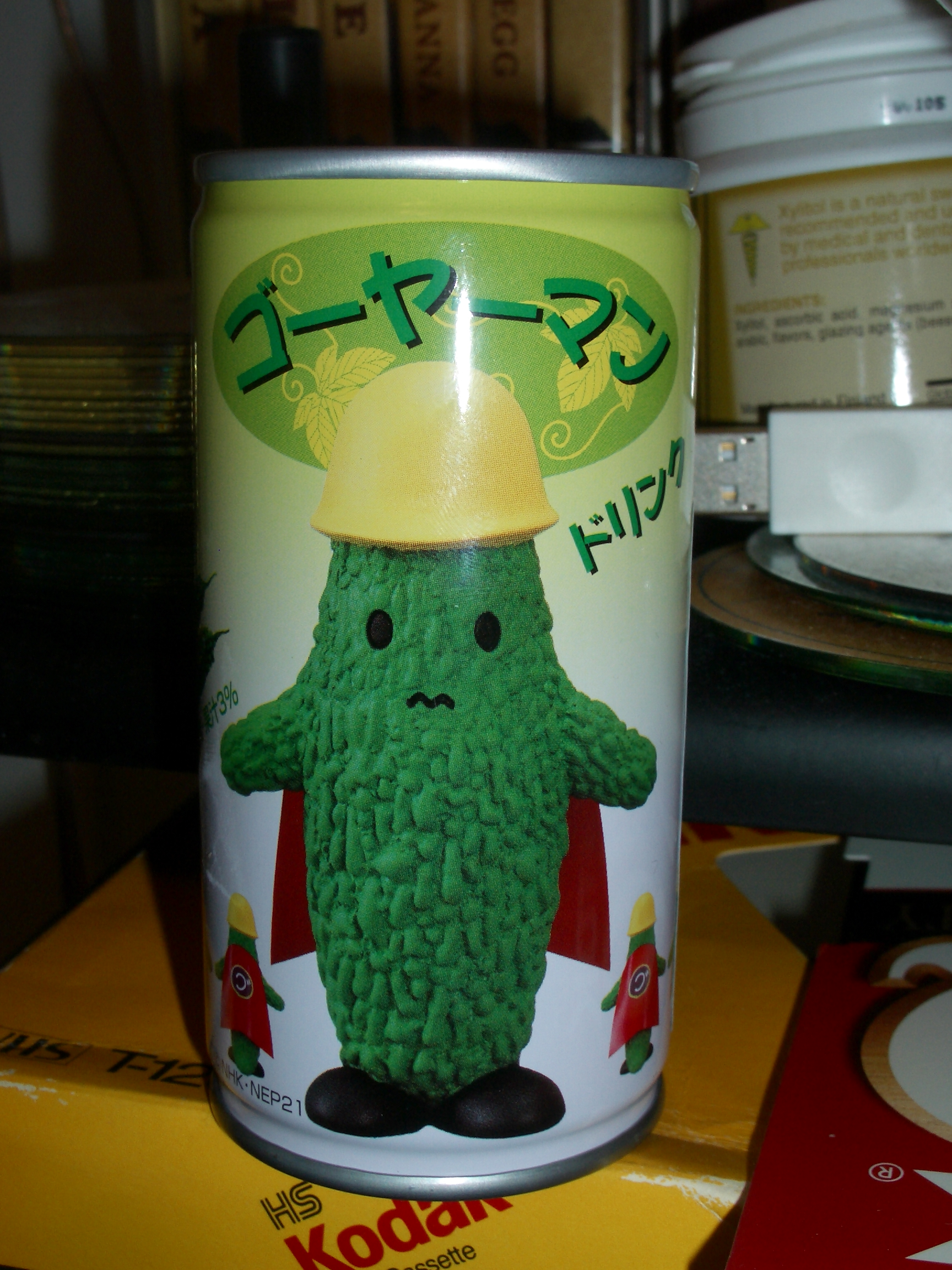
Nước giải khát làm từ khổ qua

Khổ qua được gọi là gōyā (ゴーヤー) trong tiếng Okinawa và nigauri (苦瓜 nigauri)  trong tiếng Nhật (mặc dù từ gōyā trong tiếng Okinawa cũng được sử dụng), là một thành phần quan trọng trong ẩm thực Okinawa và ngày càng được sử dụng nhiều trong ẩm thực Nhật Bản bên ngoài hòn đảo này.
Trong ẩm thực Indonesia, khổ qua được gọi là pare trong tiếng Java và tiếng Indonesia (cũng như paria), được chế biến thành nhiều món khác nhau, chẳng hạn như gado-gado, cũng có thể xào, nấu trong nước cốt dừa hoặc hấp. Ở các khu vực theo đạo Thiên chúa ở Đông Indonesia, nó được nấu với thịt lợn và ớt, vị ngọt của thịt lợn cân bằng với vị đắng của rau.

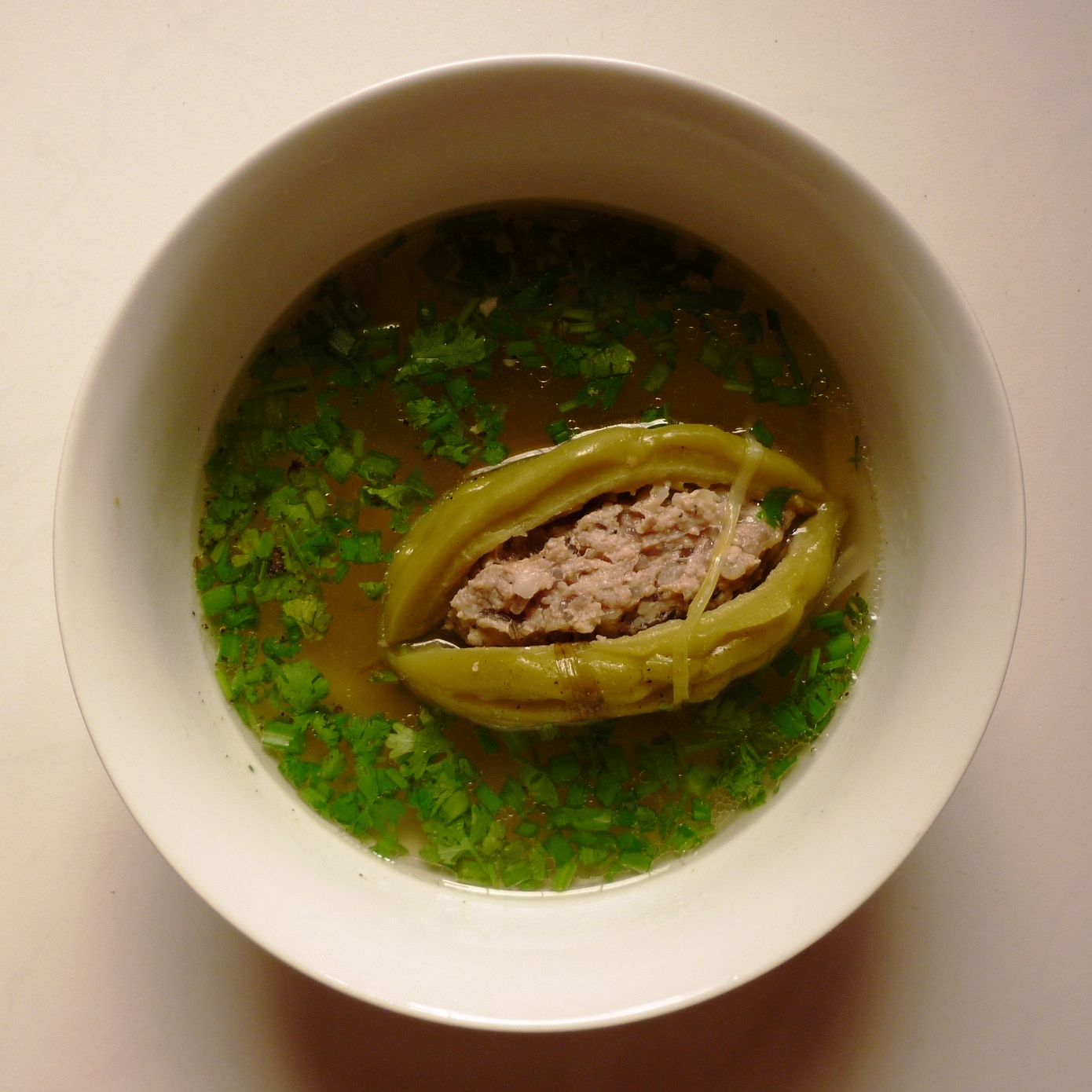
Canh khổ qua nhồi thịt tại miền nam Việt Nam

Trong ẩm thực Việt Nam, những lát khổ qua ăn với thịt khô xé sợi và canh khổ qua với tôm, là những món ăn phổ biến. Khổ qua nhồi thịt bằm thường nấu như món canh mùa hè ở miền Nam. Quả cũng là nguyên liệu chính trong món hầm. Món ăn này thường được nấu vào dịp Tết, cái tên "mướp đắng" ở miền Bắc, được gọi như một lời nhắc nhở về điều kiện sống cay đắng đã trải qua trong quá khứ.
Trong ẩm thực Thái Lan, loại khổ qua xanh của Trung Quốc, mara ( มะระ ) trong tiếng Thái, được chế biến với thịt lợn băm và tỏi, cùng nước dùng trong. Khổ qua được cắt lát, xào với tỏi và nước mắm cho đến khi mềm. Giống cây sống tại Thái Lan có nhiều loại từ quả to đến quả nhỏ. Loại quả nhỏ nhất (mara khii nok) thường không trồng trọt, nhưng đôi khi mọc hoang và được xem là loại bổ dưỡng nhất.
Trong ẩm thực Philippines, mướp đắng, được gọi là ampalaya trong tiếng Tagalog và parya trong tiếng Ilokano, thường xào với thịt bò xay và dầu hào, hoặc với trứng và cà chua thái hạt lựu. Món pinakbet, phổ biến ở vùng Ilocos của Luzon, bao gồm chủ yếu là khổ qua, cà tím, đậu bắp, đậu que, cà chua, đậu lima và các loại rau khác của vùng, tất cả được hầm cùng với một ít nước dùng làm từ bagoong.
Ở Trinidad và Tobago, khổ qua được gọi là caraille hoặc carilley, thường được xào với hành, tỏi và ớt Scotch bonnet cho đến khi gần giòn.
Ở Mauritius, khổ qua được gọi là margose hoặc margoze .

## Y học cổ truyền
Khổ qua đã được sử dụng trong nhiều hệ thống y học thảo dược châu Á và châu Phi. Trong y học cổ truyền của Ấn Độ, các bộ phận khác nhau của cây cũng được tận dụng.

## Nghiên cứu
Khổ qua có một số công dụng chưa chứng minh bao gồm phòng chống ung thư, điều trị bệnh tiểu đường, sốt, HIV và AIDS và nhiễm trùng. Mặc dù loài đã cho ra một số hoạt động lâm sàng tiềm năng trong các thí nghiệm, nhưng "cần có các nghiên cứu sâu hơn để khuyến nghị sử dụng chúng". Để hạ sốt và giảm các vấn đề về kinh nguyệt, không có nghiên cứu khoa học nào chứng minh cho những tuyên bố này. Để ngăn ngừa ung thư, HIV và AIDS, và điều trị nhiễm trùng, đã có nghiên cứu sơ bộ trong phòng thí nghiệm, nhưng không có nghiên cứu lâm sàng nào ở người cho thấy lợi ích.
Liên quan đến việc dùng khổ qua trị tiểu đường, một số nghiên cứu trên động vật và trên người quy mô nhỏ đã chứng minh tác dụng hạ đường huyết của chiết xuất khổ qua đậm đặc. Khổ qua không làm giảm đáng kể lượng đường trong máu lúc đói hoặc A1c, chỉ số kiểm soát lượng đường trong máu, khi dùng ở dạng viên nang hoặc viên nén. Trung tâm Ung thư Memorial Sloan Kettering kết luận rằng khổ qua "không thể khuyến nghị như một liệu pháp thay thế cho insulin hoặc thuốc hạ đường huyết".

### Tác dụng phụ
Các tác dụng phụ được báo cáo gồm có tiêu chảy, đau bụng, sốt, hạ đường huyết, tiểu tiện không tự chủ và đau ngực. Các triệu chứng nhìn chung là nhẹ, không cần điều trị, sẽ tự khỏi khi kiêng cử và nghỉ ngơi.

### Thai kỳ
Khổ qua chống chỉ định với phụ nữ mang thai vì có thể gây chảy máu, co thắt và sảy thai.

## Trà khổ qua
Trà khổ qua, còn được gọi là trà gohyah (goya), là một loại trà thảo mộc được nấu từ hỗn hợp khổ qua khô cắt lát. Trà được bán như một loại trà thuốc và một loại rau ẩm thực.
Gohyah không liệt kê trong cơ sở dữ liệu thảo dược của Grieve, cơ sở dữ liệu MPNA tại Đại học Michigan (Thảo dược bản địa Hoa Kỳ, xem Thực vật học dân tộc người Mỹ bản địa ), hoặc trong Cơ sở dữ liệu hóa học thực vật của USDA – Dịch vụ Nghiên cứu Nông nghiệp (ARS) – Hệ thống Mầm Thực vật Quốc gia NGRL.

## Phân loài
Khổ qua có một phân loài và bốn giống :
- Momordica charantia var. abbreviata
- Momordica charantia var. charantia
- Momordica charantia ssp. macroloba
- Momordica charantia L. var. muricata
- Momordica charantia var. pavel

M. charantia var. charantia và pavel là những giống cho quả dài, trong khi M. charantia var. muricata, macroloba và abbreviata có quả nhỏ hơn.

## Hình ảnh

### Thực vật

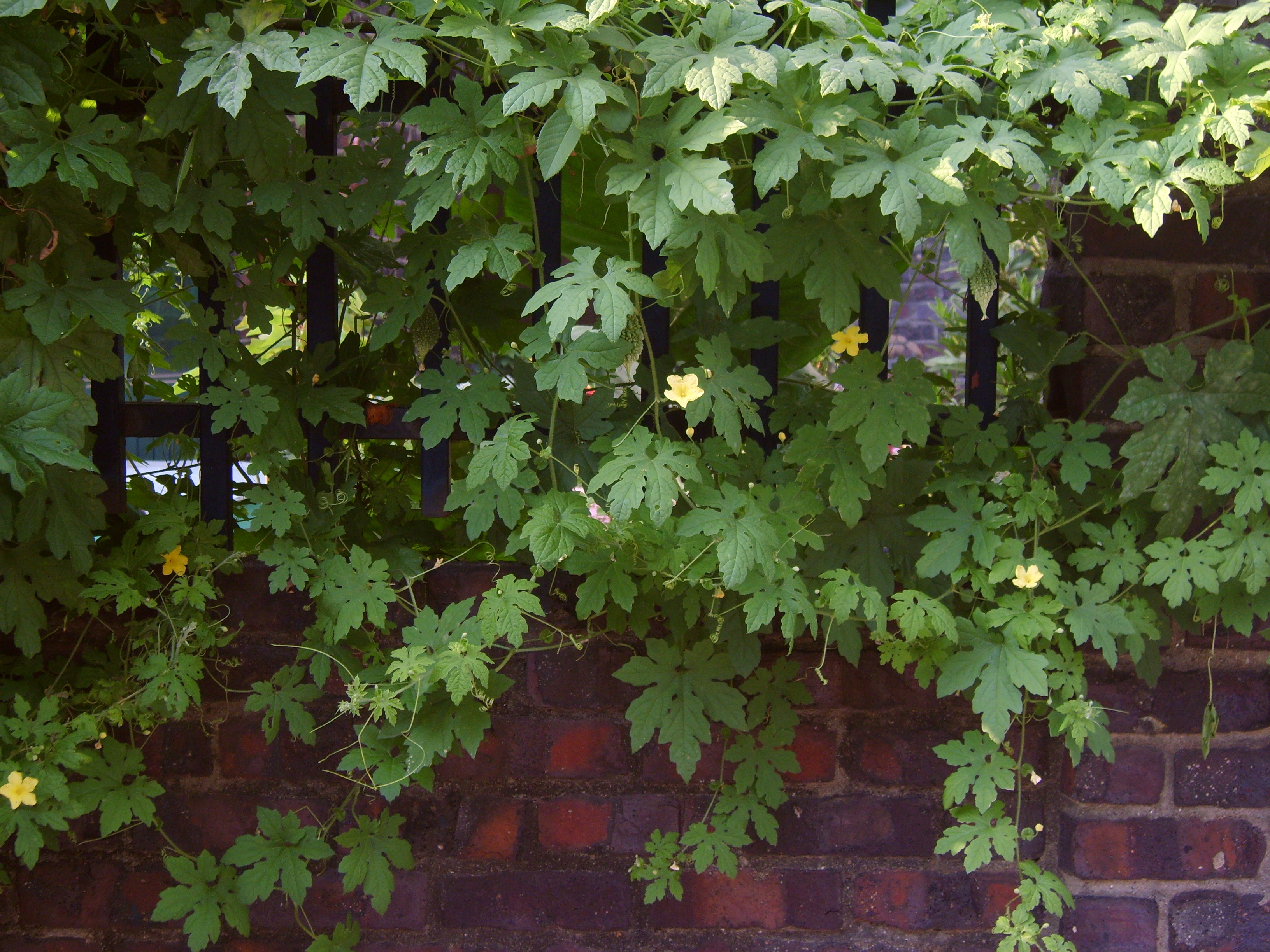
Cây
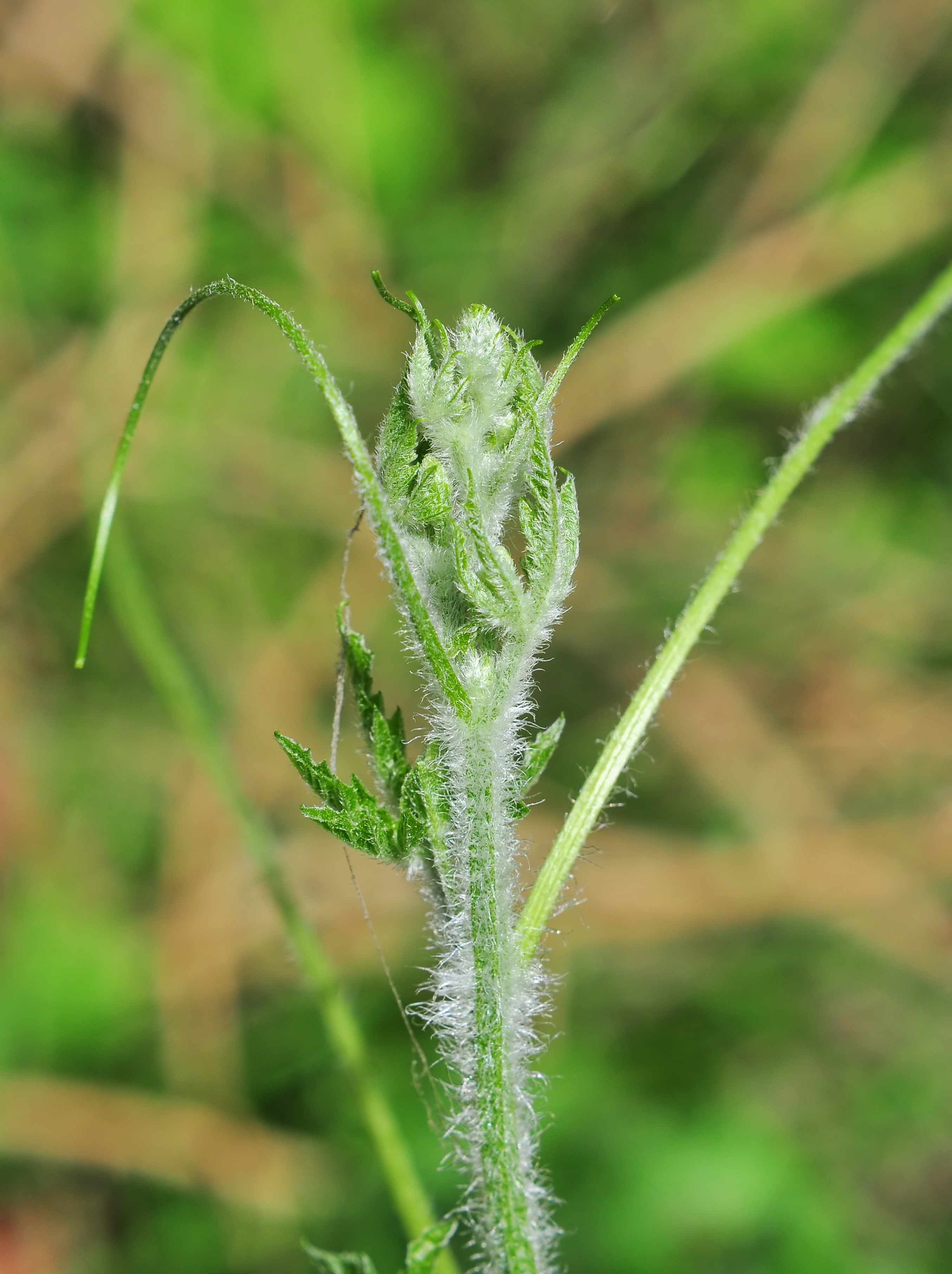
Chồi lá
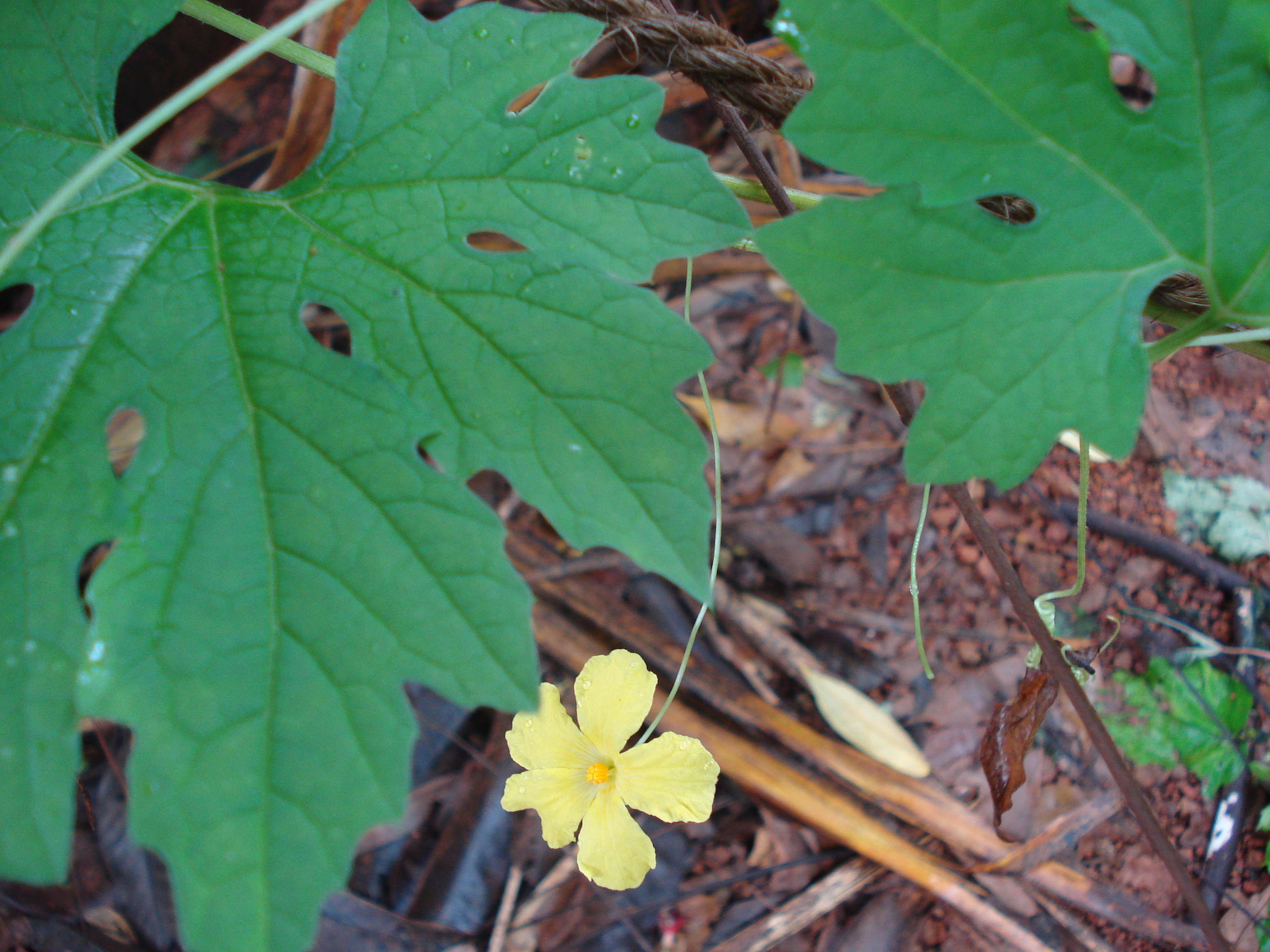
lá và hoa
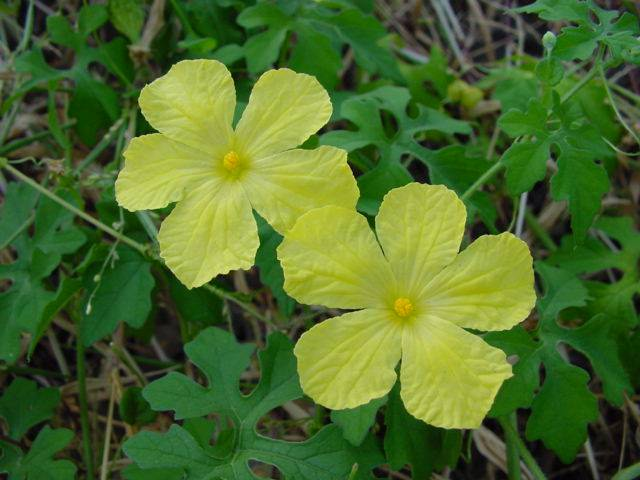
hoa
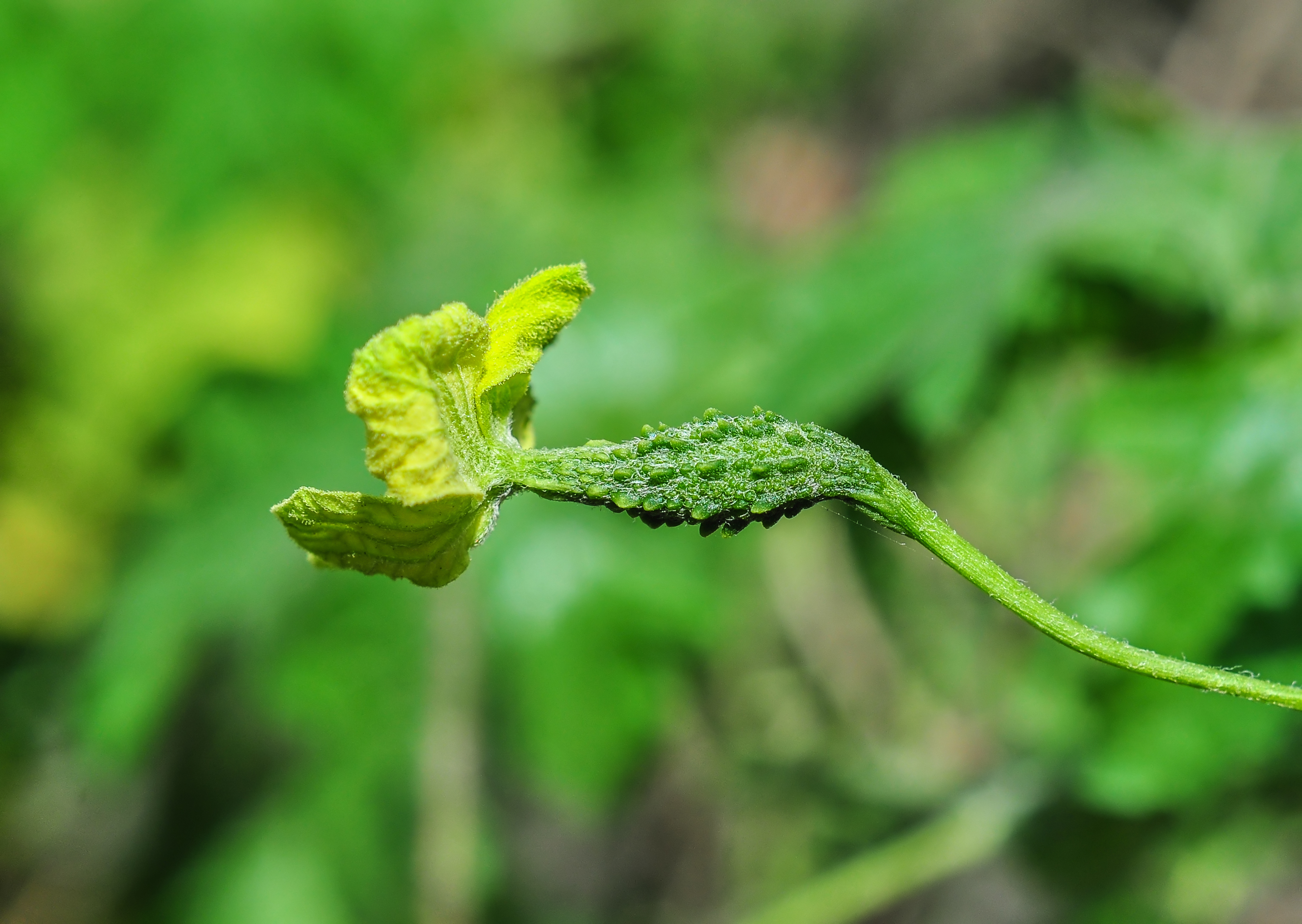
Quả 2 ngày tuổi
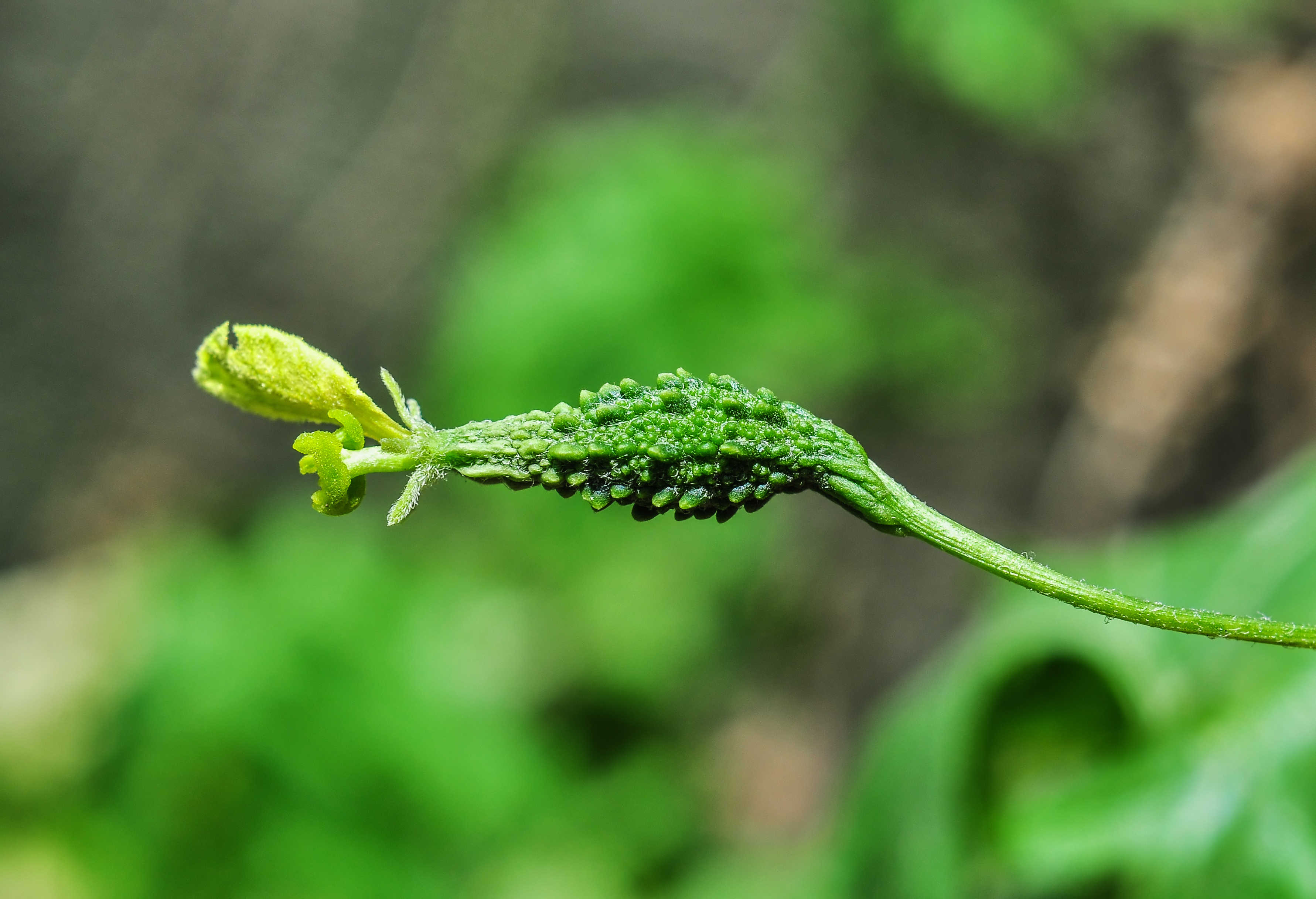
quả 3 ngày tuổi
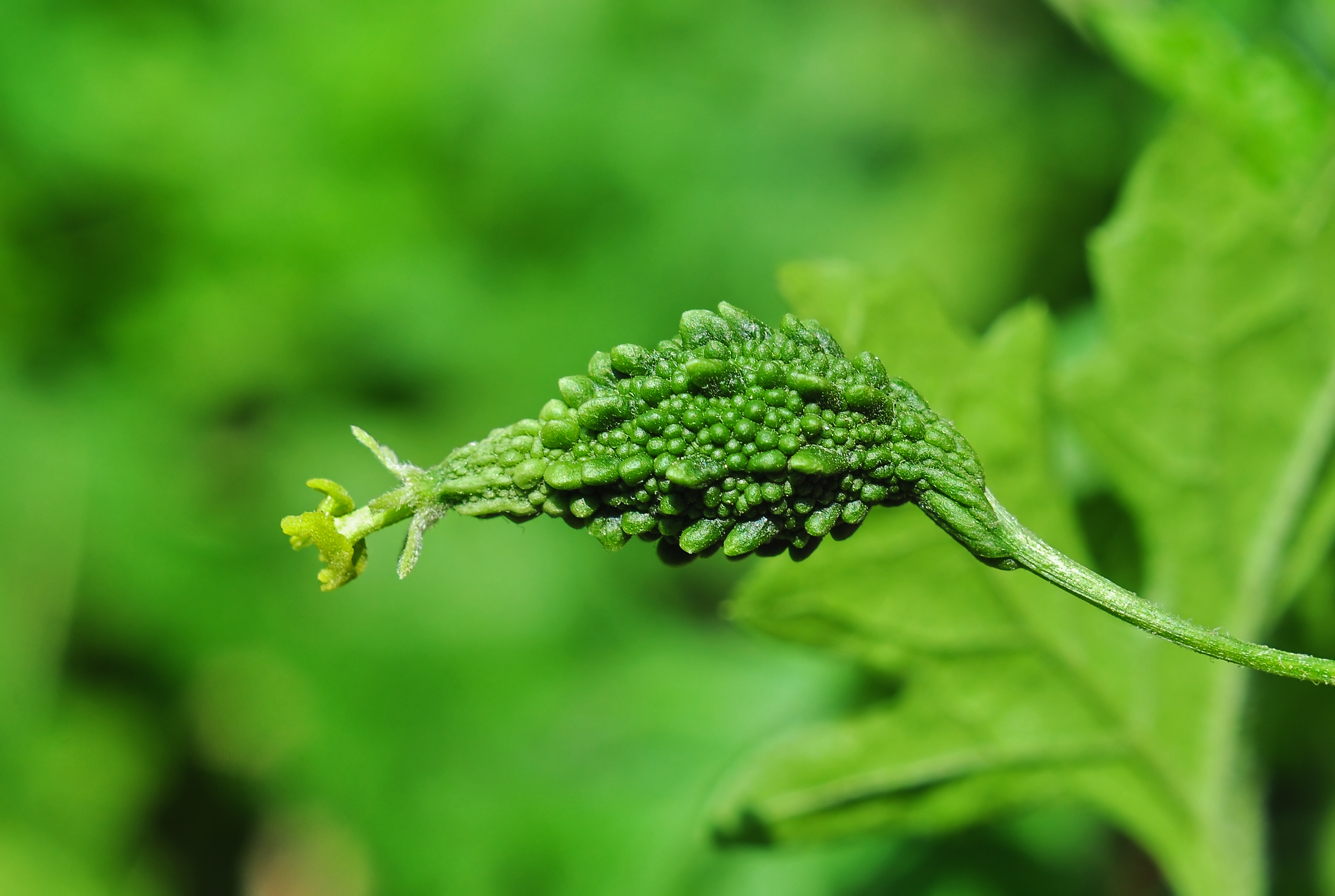
quả 10 ngày tuổi
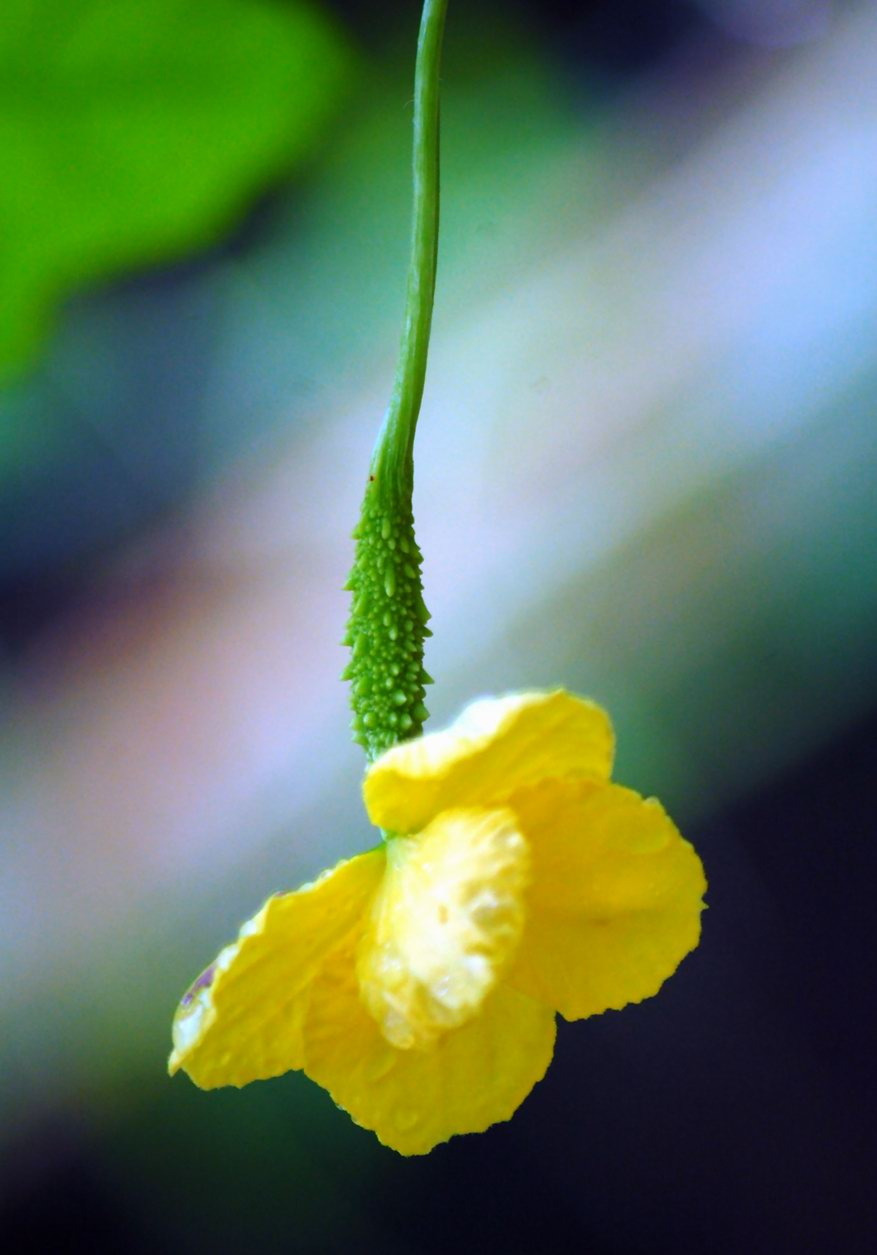
Quả non
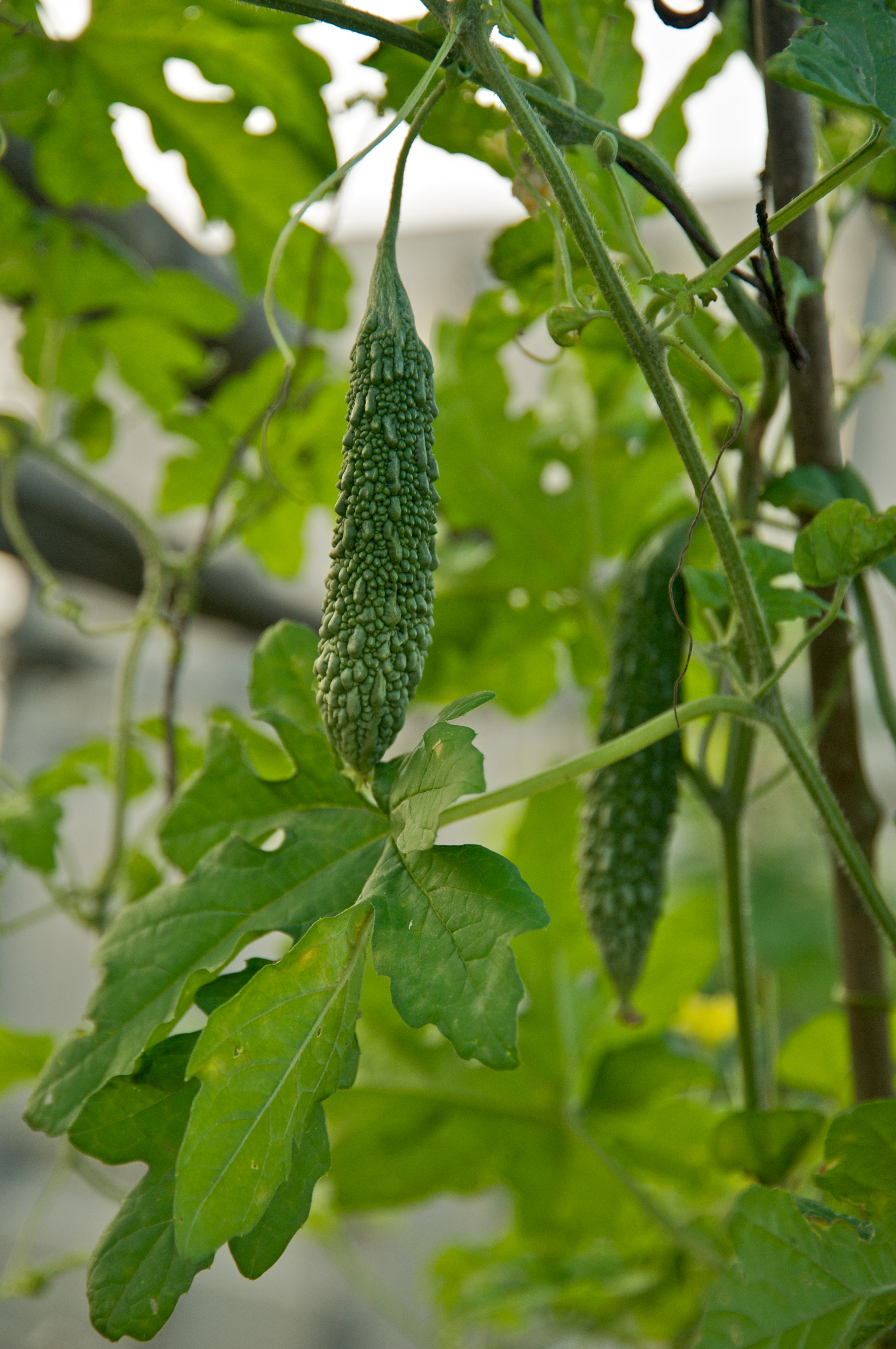
Quả chưa chín
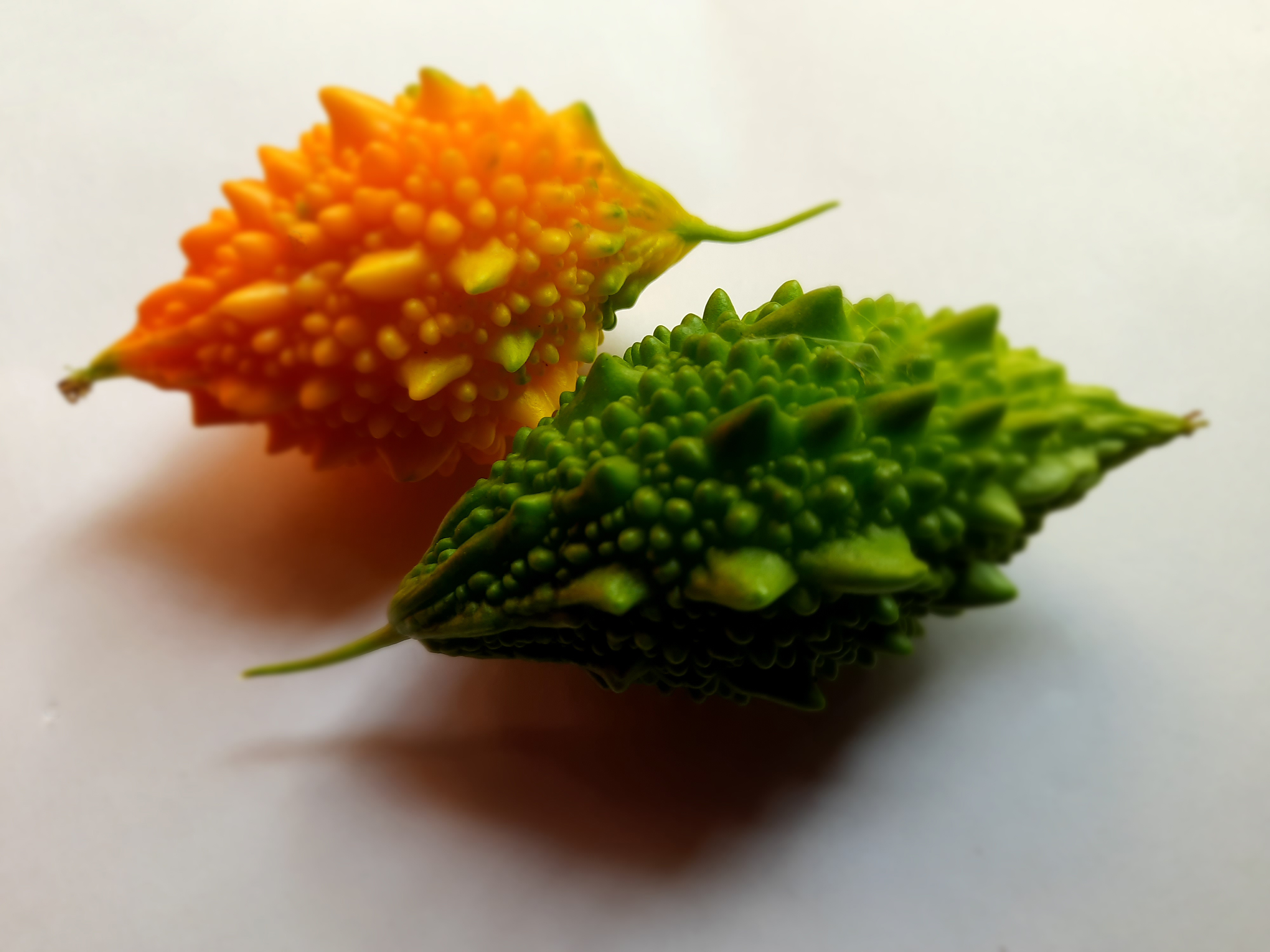
Quả chín và chưa chín
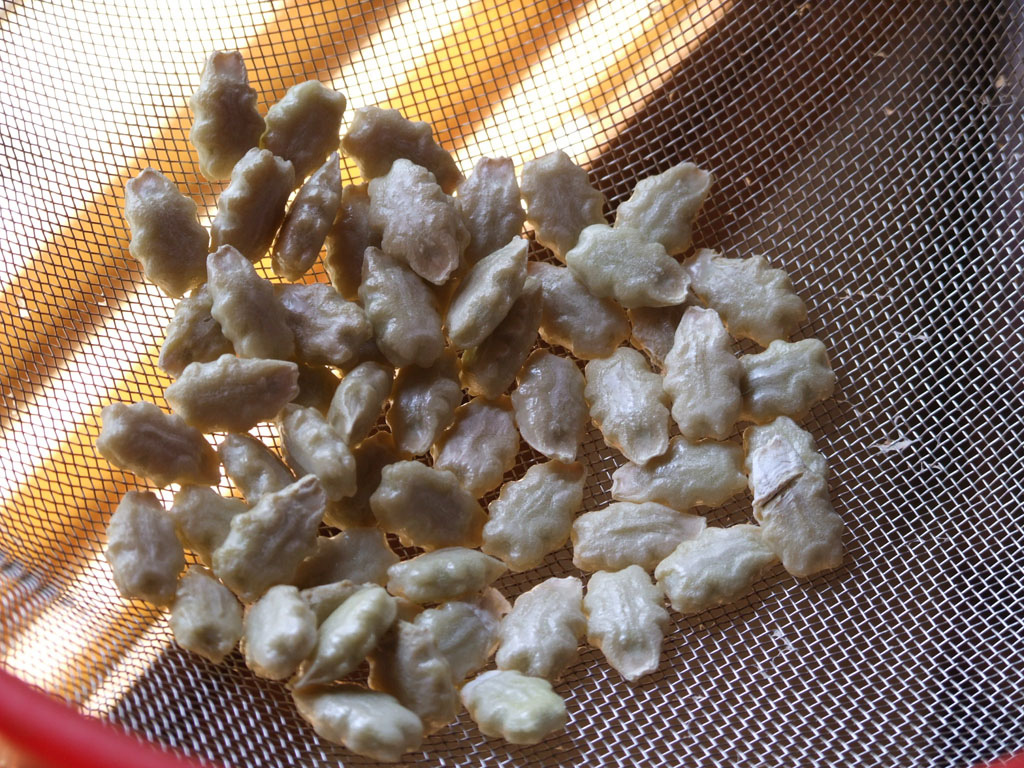
Hạt
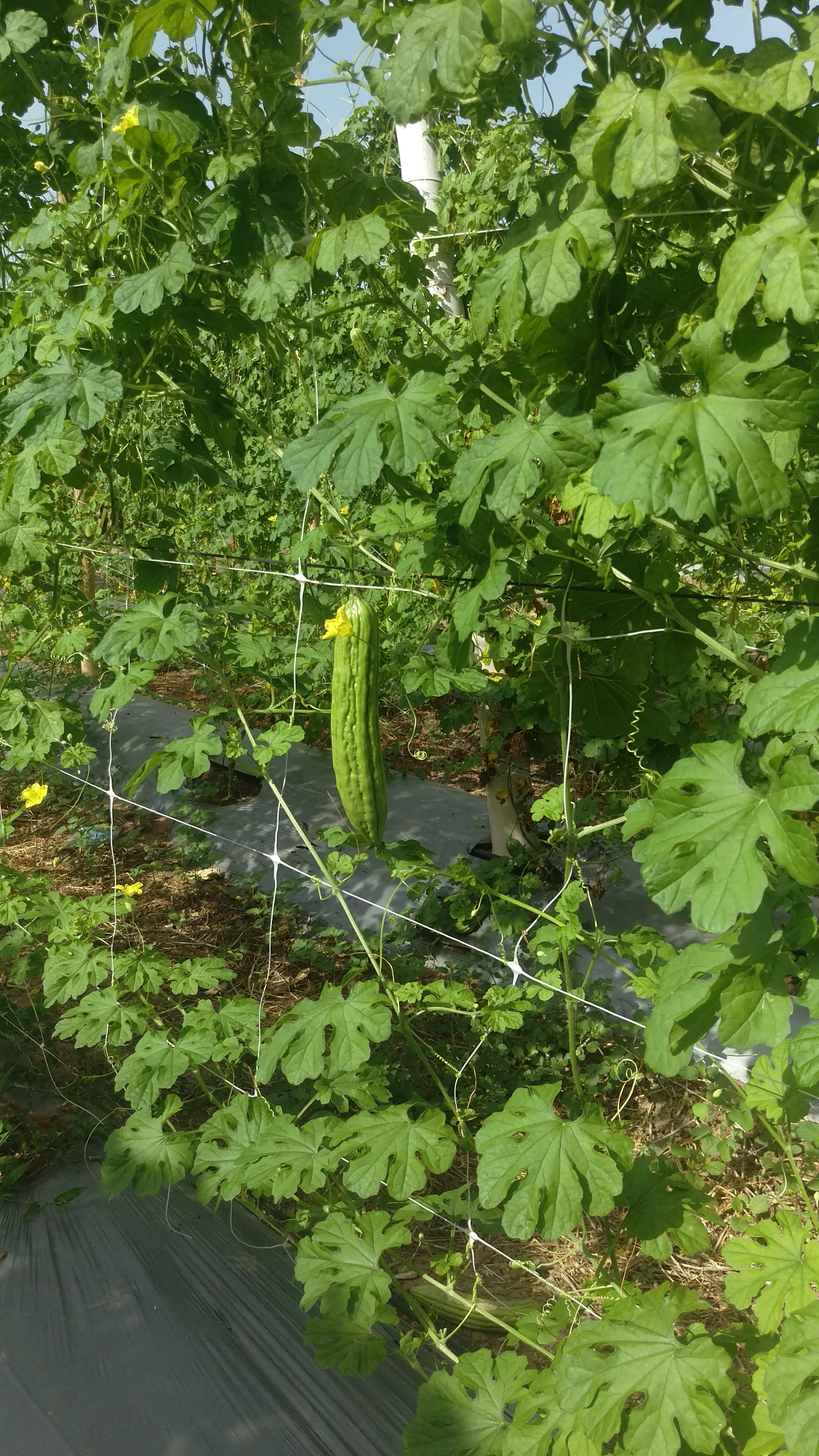
Cây khổ qua thương phẩm trồng trên giàn lưới nhựa
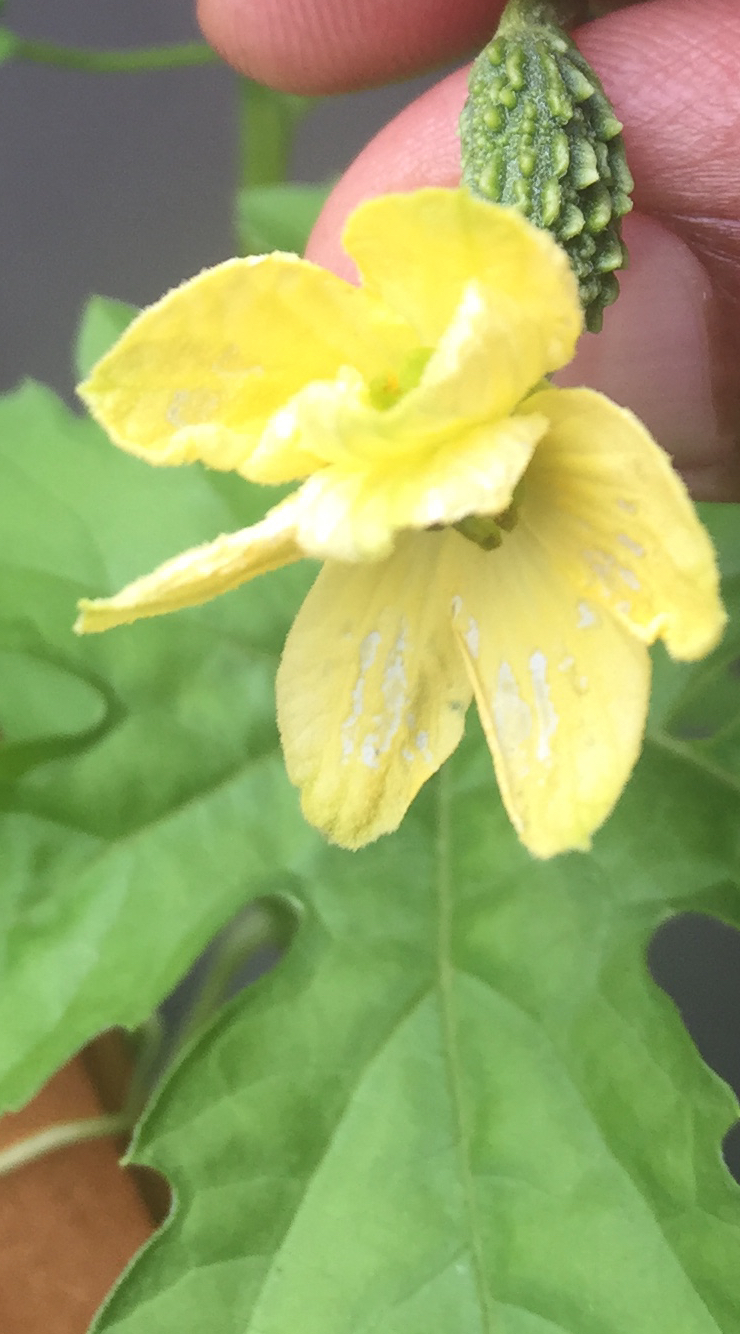
Hoa cái sinh đôi khác thường
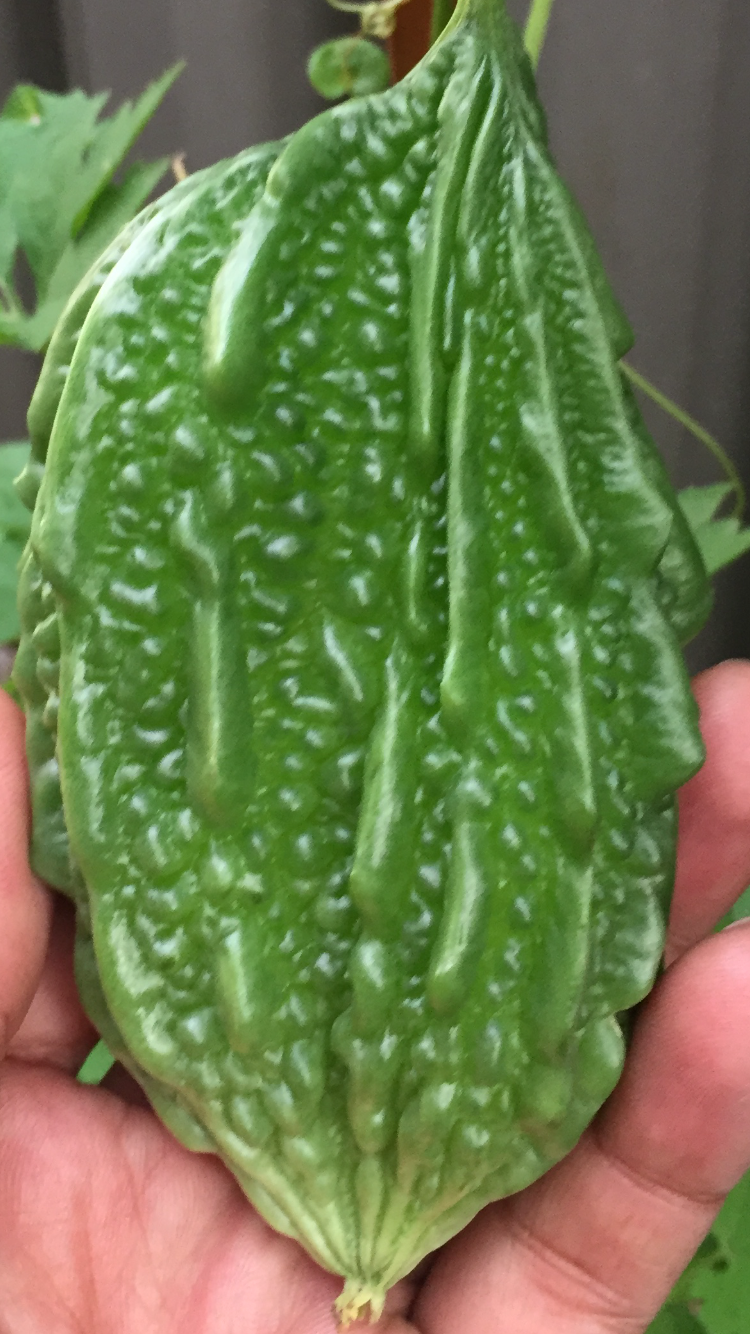
Quả song sinh dính liền khác thường

### Món ăn và các công dụng khác

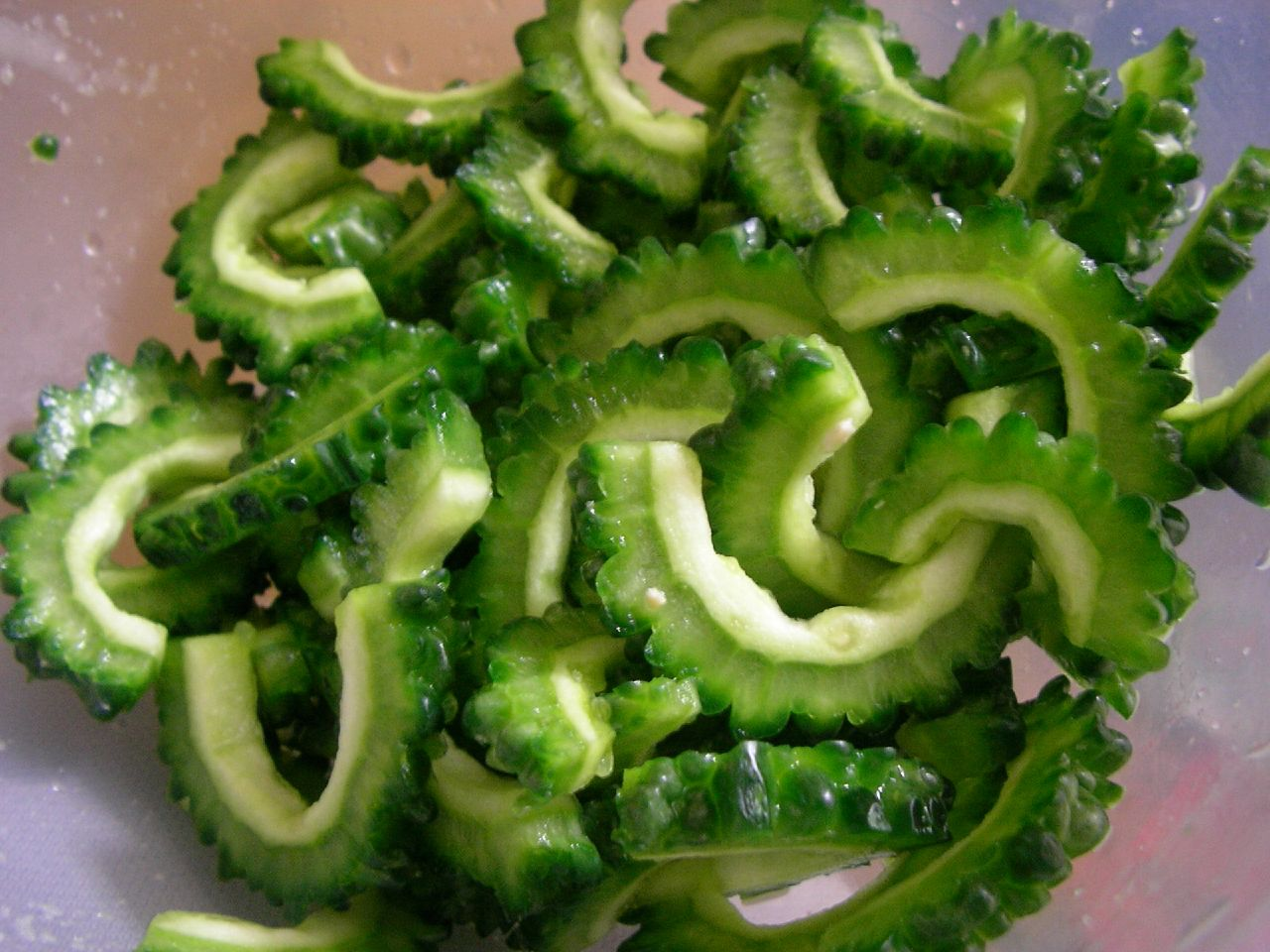
Trước khi nấu
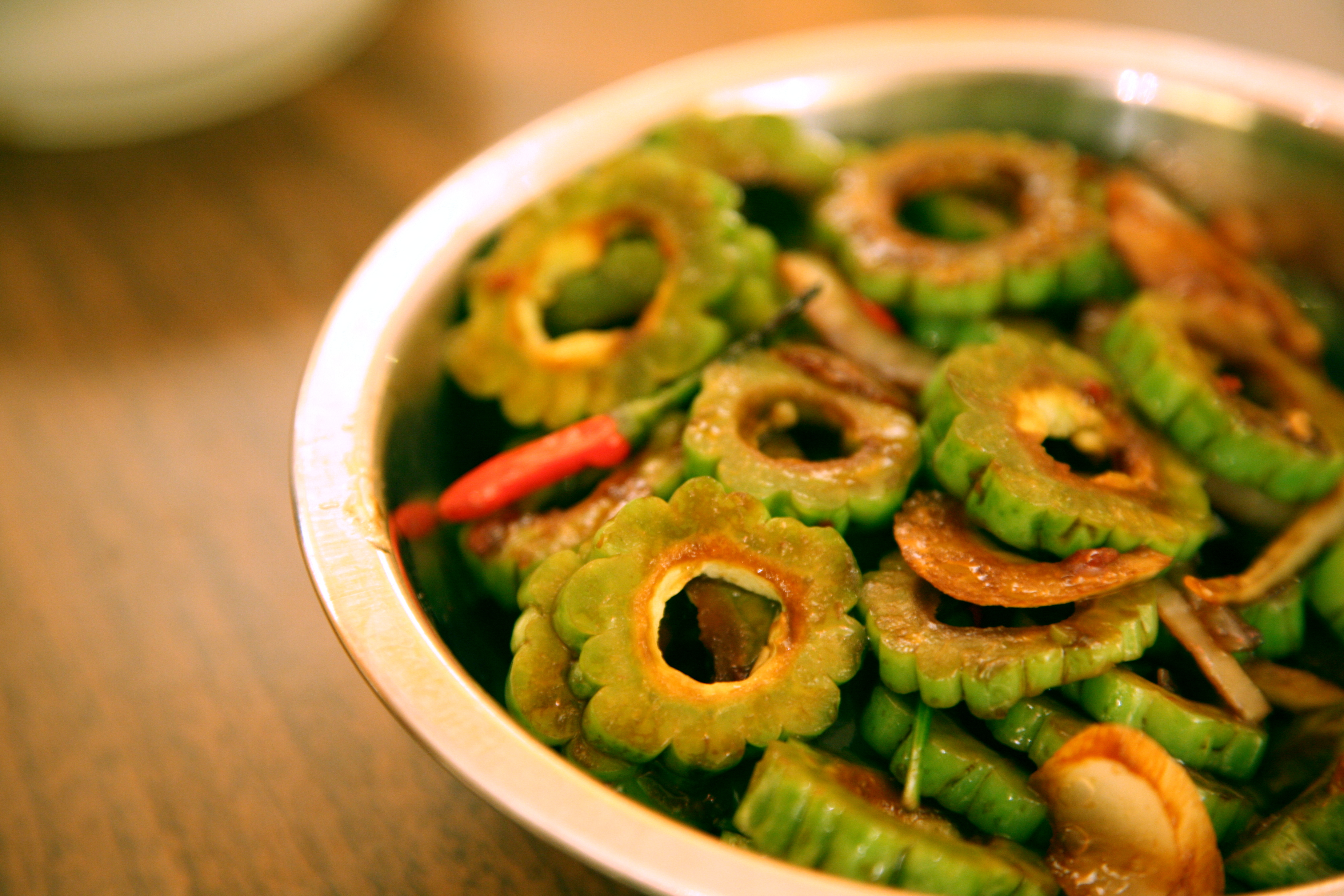
Kiểu Malaysia, nấu với sambal, hành tây và ớt đỏ
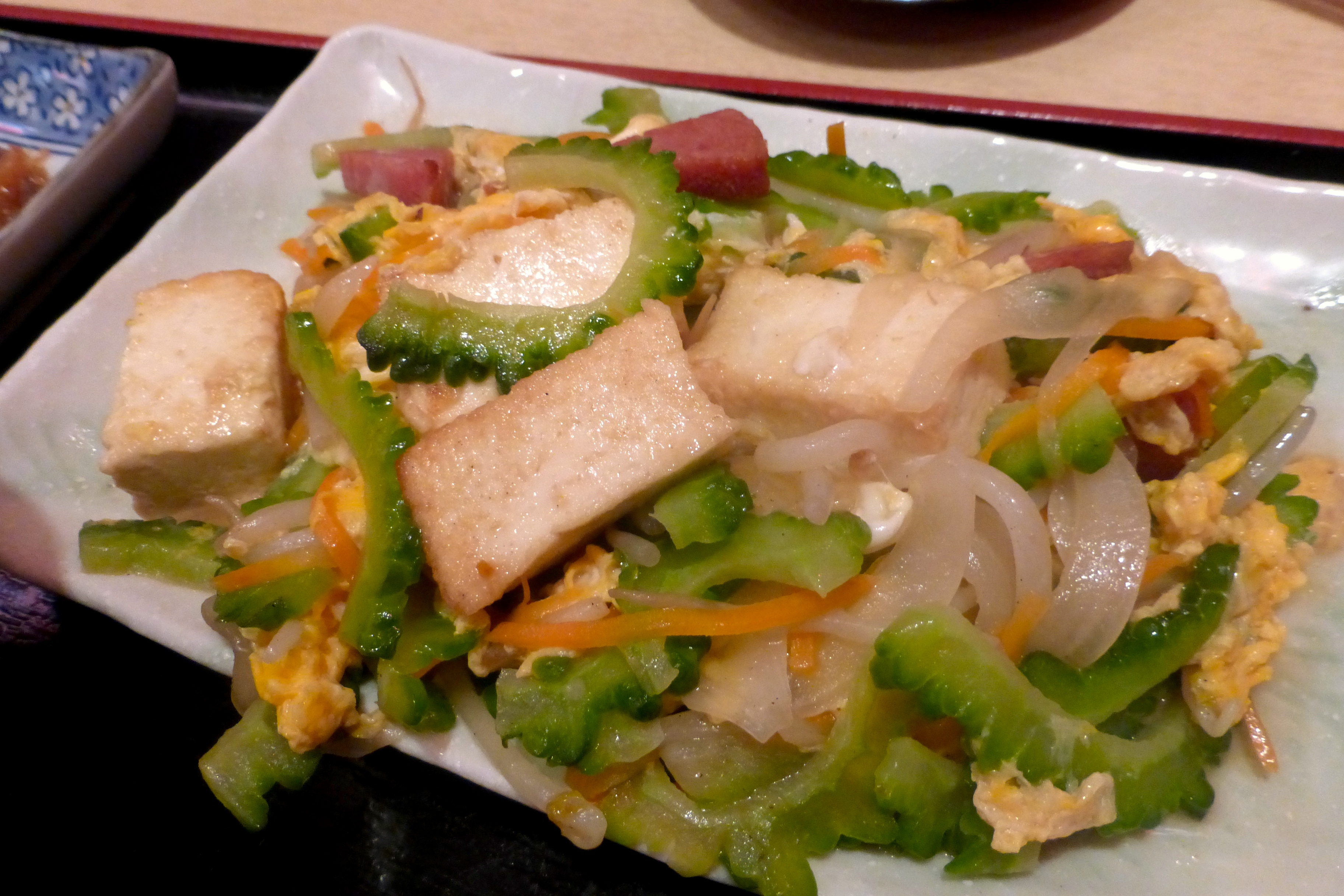
Gōyā chanpurū
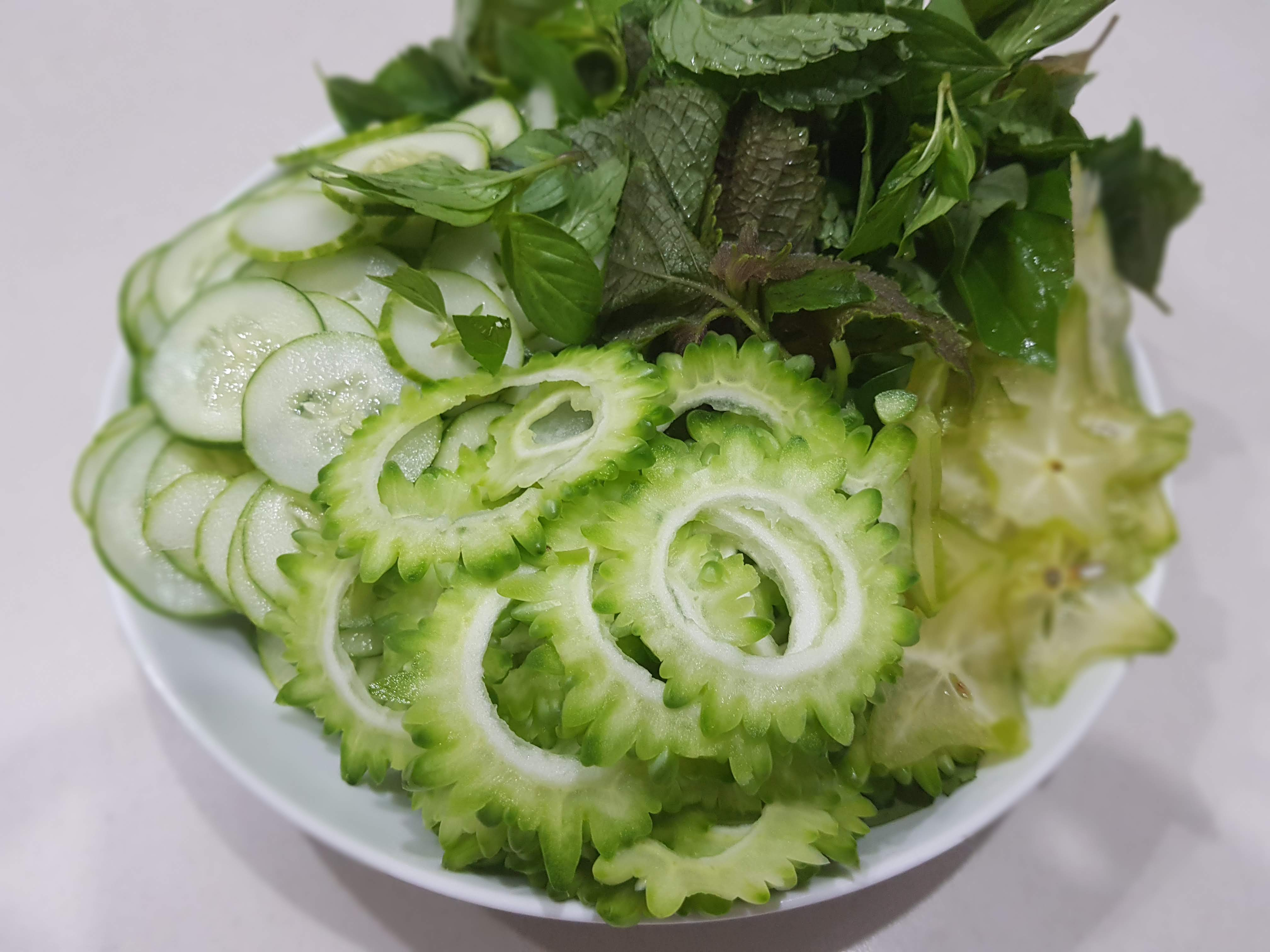
Rau trộn
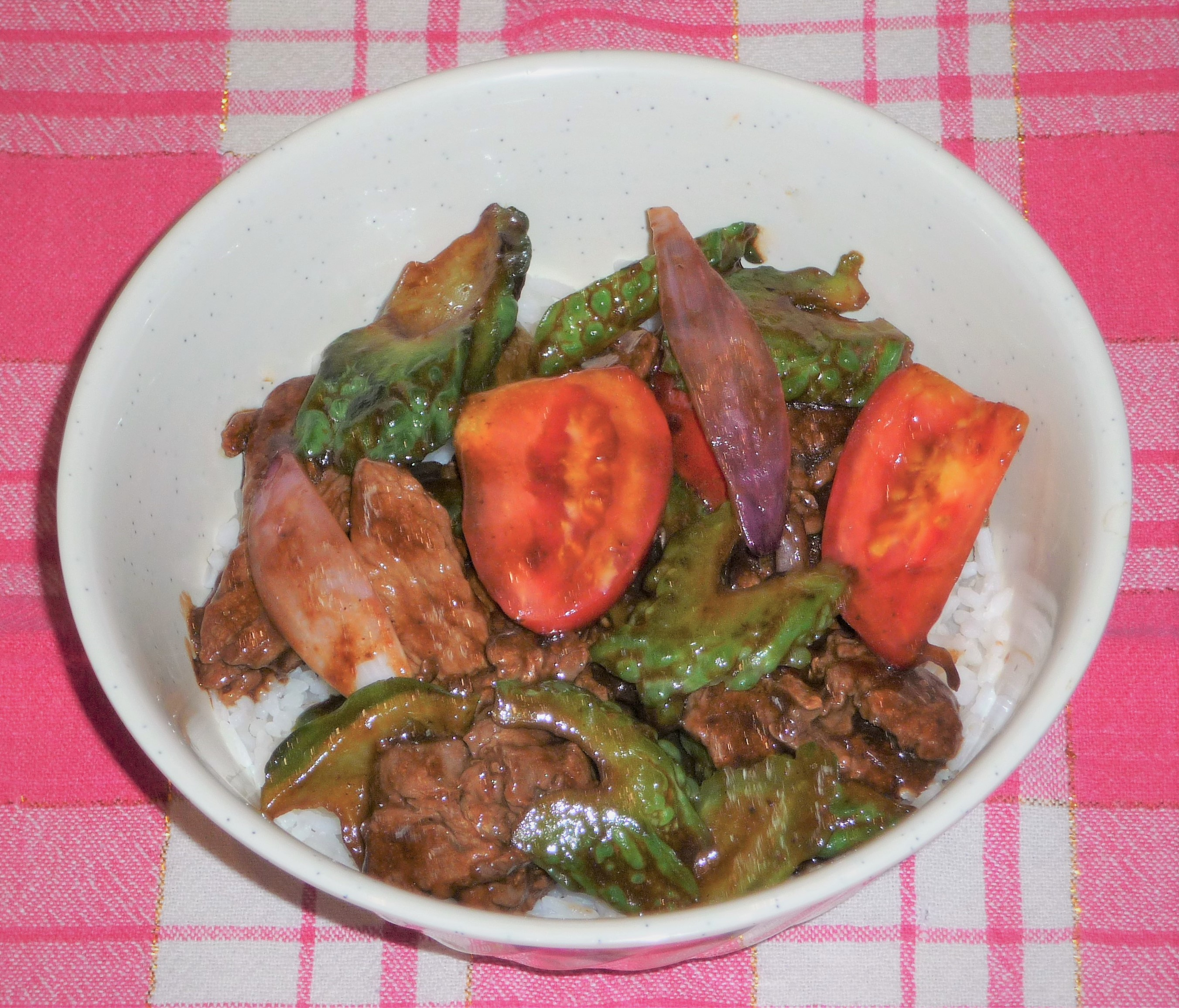
Thịt bò và khổ qua sốt đậu đen, tỏi
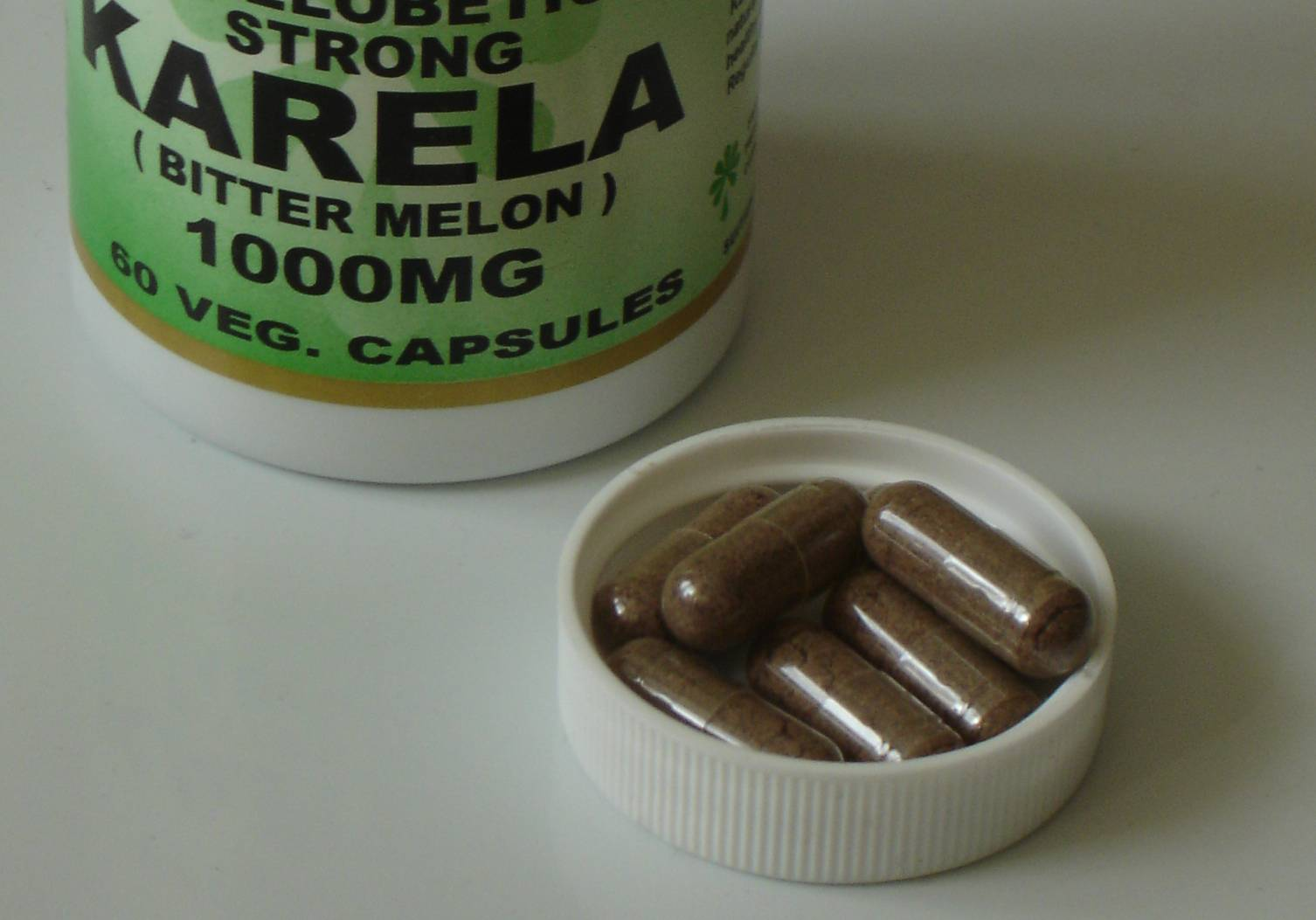
Thực phẩm bổ sung viên nang

## Văn học
- Trong Letting in the Jungle của Rudyard Kipling (một trong những câu chuyện trong Cuốn sách về rừng xanh thứ hai), sau khi để Hathi phá hủy ngôi làng của Buldeo, Mowgli quấn dây leo Karela (dây khổ qua vào thời điểm và địa điểm đặt tên) quanh những ngôi nhà trong lúc hát Bài hát chống lại mọi người của Mowgli, mỗi khổ thơ kết thúc bằng một câu thơ về Karela cay đắng đã chiếm lấy vị trí của dân làng.